# اردشیر یکم (شاهنشاه هخامنشی)
اردشیر یکم (به پارسی باستان: 𐎠𐎼𐎫𐎧𐏁𐏂𐎠 ت.ت. 'اَرْتَخْشَتَر')، پسر خشایارشا و آماستری، ششمین شاهنشاه هخامنشی بود که از سال ۴۲۴ تا ۴۶۵ پیش از میلاد فرمانروایی کرد. او تعدادی معشوقه داشت و چون فرزندانش را از چندین همسر داشت، بین آنها تفرقه ایجاد شد.
وی پس از کشته شدن پدرش خشایارشا و برادرش داریوش، به عنوان نخستین جانشین قانونی پادشاهی، با وجود برادر بزرگ‌ترش ویشتاسپ که ساتراپ بلخ بود، به یاری اردوان، فرمانده گارد جاویدان، بر تخت پادشاهی نشست. اردوان به طور موقت او را بر تخت نشاند و خود قصد داشت در زمان مناسب او را نیز از میان بردارد. اردشیر از این توطئه آگاه شد و پیش از عملی ‌شدن آن، اردوان و پسرانش را کشت و خود را شاهنشاه خواند و ۸ سال پادشاهی کرد.

## منبع‌شناسی برای زندگانی اردشیر یکم
در دو منطقه، اسناد این مقاله وجود دارد. نخست در بابل از طریق بایگانی موروشوها، که مربوط به دوران سلطنت اردشیر یکم و پسرش داریوش دوم است، و دوم در مصر به واسطه اسناد آرامی (که بیشتر از الفانتین به دست آمده‌اند). از میان این اسناد، می‌توان به مکاتبات آرشام، فرماندار مصر، که روی پوست نوشته شده‌اند، اشاره کرد. همچنین برای اولین بار پس از نخستین سال‌های سلطنت داریوش بزرگ، به مرافعات در ایران شرقی اشاره می‌شود. هرچند کاوش‌های جدید به ارزیابی مجدد نقش اردشیر یکم به عنوان بناکننده انجام شده است، اما تفسیر تاریخی آن‌ها همچنان یک معضل باقی مانده است.
اسناد موجود ناقص و نامطمئن هستند و مشکل عمده‌ای نیز در تاریخ‌گذاری آن‌ها وجود دارد. بسیاری از اسناد بابلی یا آرامی بر اساس سال‌های سلطنت اردشیر تاریخ‌گذاری شده‌اند، اما به دلیل دوره‌های سلطنتی طولانی اردشیر یکم و دوم، تعیین زمان دقیق دشوار است. تنها بررسی اسامی خاص، گاهی می‌تواند روشنگر باشد، زیرا نه خط و نه شناخت خطوط قدیمی معیارهای اصلی به‌شمار نمی‌آیند. در مورد کتیبه‌های یونانی و آرامی در آسیای صغیر که تاریخ سلطنت اردشیر را دارند، با آنکه از مهم‌ترین اسناد تاریخی هستند، اما مشکلاتی دارند. برای نمونه، کتیبه یونانی ساردیس که از اهدای پیکره‌ای توسط یکی از مقامات بلندپایه خشثرپاون‌نشین حکایت دارد یا کتیبه آرامی در کیلیکیه، که نشان از وجود یک مرکز قدرت هخامنشی در آن منطقه دارد. نویسندگان یونانی گاهی اردشیرها را با یکدیگر اشتباه می‌گرفتند، که همین امر برخی از بحث‌های بی‌پایان دربارهٔ تعیین زمان مأموریت عزرا و نحمیا در اورشلیم را توجیه می‌کند.

## نام و تبار و خانواده

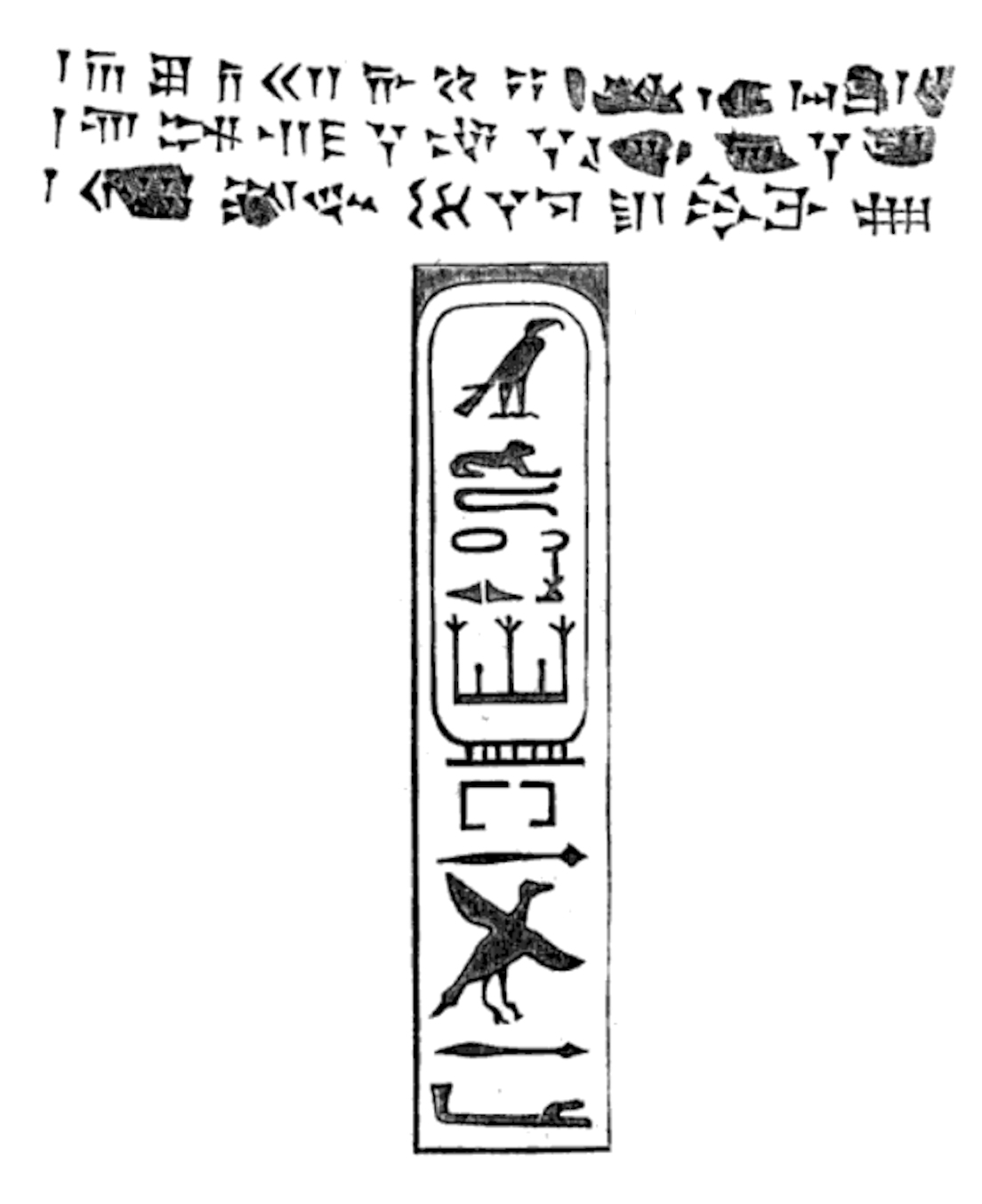
کتیبه چهار زبانه اردشیر یکم بر روی یک گلدان مصری به زبان‌های پارسی باستان، ایلامی، بابلی و مصری.

اردشیر پارسی باستان: آرتَخشَچا Artaxšaçā، و نسخه آرامی این نام ʾrtḥšsš و نسخه آرامی و عبری در عهد عتیق این نام ʾrtḥšśtʾ, ʾrtḥšstʾ و نسخه مصری این نام ʾrṭḫšsš, ʾrṭḫššs، در حالی که نسخه یونانی این نام Artaxéssēs است که فقط یک بار در کتیبه ترَلیس (کَریه) دیده شده است. نسخه لاتین این نام Artaxerxes و نسخه لیدی این نام Artakśassa است. این نام به شکل‌های Artaxerxes (گاهی Artoxérxēs) در زبان یونانی نیز دگرگون شده است.
به او لقب «درازدست» (یونانی Makrocheir, لاتین Macrochir, Longimanus) داده‌اند که به معنای «قدرتِ وسیع داشتن» بوده یا آن‌طور که پلوتارک می‌گوید، دستِ راستش درازتر بوده است. این موضوع از نظر بیانی نادرست است، چرا که پادشاهان نباید نقص جسمانی آشکاری می‌داشتند و در صورت وجود، این امر پنهان می‌ماند. احتمال دیگر آن است که چون او نسبت به دیگر شاهزادگان در به تخت نشستن پیش‌دستی کرده یا توانایی او در امور حکومتی زیاد بوده است، این لقب را به او داده‌اند. زرین‌کوب بر این باور است که «درازدست» معنای مجازی (یعنی توانا) داشته و سپس مورخان آن را به‌اشتباه به معنای واقعی گرفته‌اند. احمد تفضلی نیز «دست» (پارتی مانوی:dast به معنای قدرت؛ پهلوی: dastwar به معنی قدرت) را مجاز از قدرت دانسته و برای اثبات ادعای خود، به لقب بهمن اردشیر، ریوند دست (پهلوی: rēwand-dast به معنی دست‌های کامیاب، برگرفته از شکل *raēvas.dasta-/zasta- (شکل اوستایی:raēvas. čiθra- به معنای خاندان ثروتمند)) اشاره کرده است.
در منابع اسلامی، نام اردشیر به شکل‌های گوناگونی آمده است: اردشیر، کی اردشیر، ارطحشست الاول، اردشیر بن ارخشویرش ملقب به طویل الیدین (بیرونی)، بهمن بن اسفندیار بن کشتاسب (حمزه)، ارطحشثت (ابن عبری).
دامسپیا، همسر اردشیر، وارث و جانشینش خشایارشای دوم را به دنیا آورد. اردشیر ۱۷ پسر داشت که از همسران دیگرش به دنیا آمده بودند، از جمله آلوگونه بابلی، مادر سغدیانوس و کسمرتیدن، مادر آرتیستس و آندیا (آندریا)، مادر باگاپائوس و شاهزاده پاریساتیس. داریوش دوم نیز پسر یکی از زنان اردشیر بود. دختر اردشیر، پریساتیس (پروشات)، در دربار دو تن از شاهان هخامنشی، داریوش دوم و اردشیر دوم، از قدرت و نفوذ بسیاری برخوردار بود.

## جانشینی

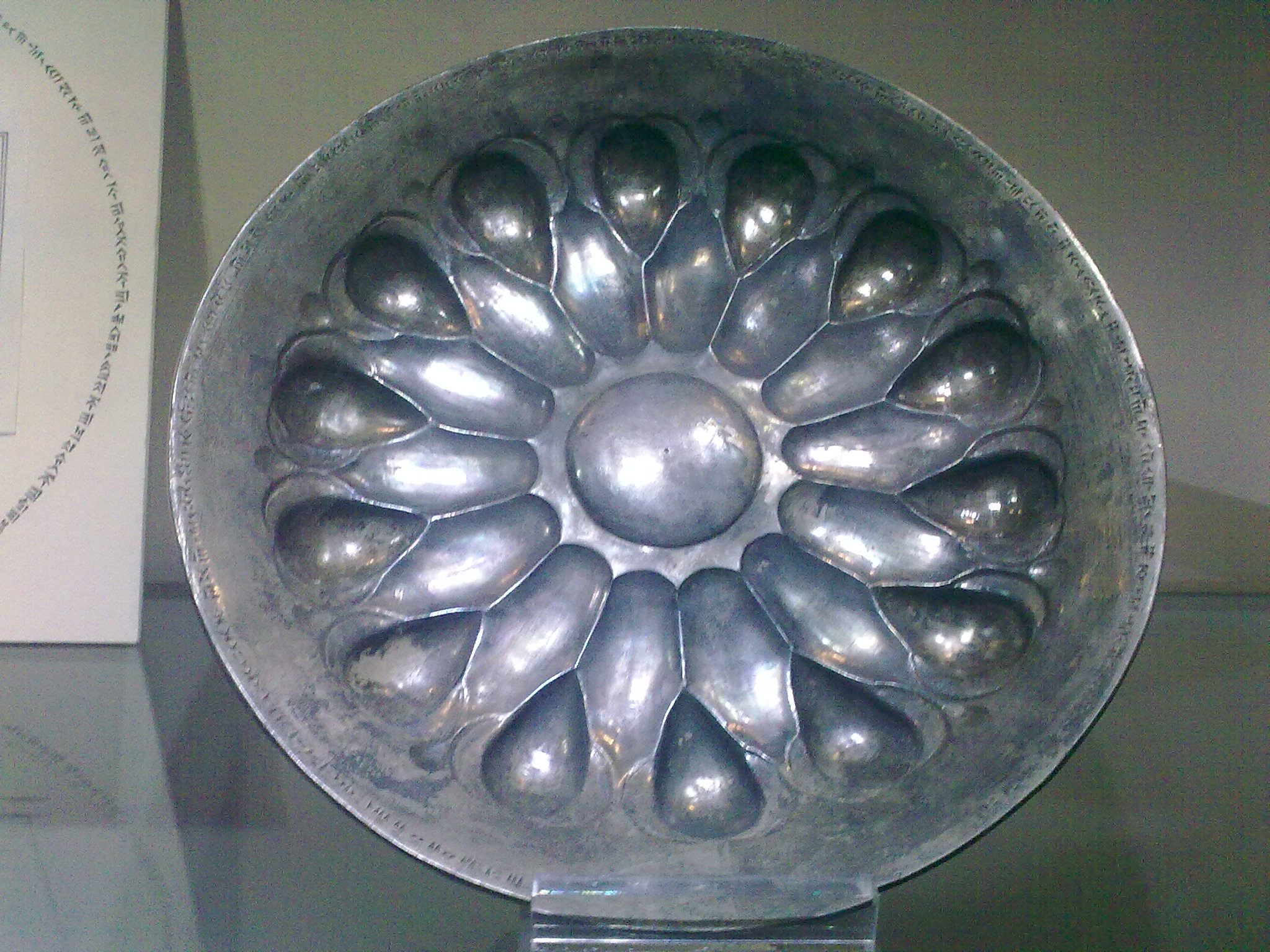
بشقاب سیمین با کتیبه به خط میخی پارسی باستان و نقش گل نیلوفر به دستور اردشیر یکم هخامنشی در موزه رضا عباسی. متن: به دستور اردشیر بزرگ، شاه شاهان، شاه سرزمین‌ها، پسر شاهنشاه خشایارشا، پسر شاهنشاه داریوش هخامنشی، این بشقاب نقره برای کاخ شاهی ساخته شد.

گزارش سه منبع گوناگون موجود دربارهٔ نقشه درباری که به کشته شدن خشایارشا و رسیدن اردشیر به تخت در ۴۶۴ پ. م انجامید، از نظر انگیزه و شیوه اجرا متفاوت است. با این حال، چنین به نظر می‌رسد که اردوان، فرمانده محافظان سلطنتی، با همکاری دیگر مقامات بلندپایه دربار، از جمله بغبیش (یا بغبوخش= مگابیزوس یونانی) داماد خشایارشا و با همراهی مهرداد (کتسیاس: اسپمترس)، خواجه دربار، نخست خشایارشا را به قتل رساند و سپس چنین وانمود کرد که بزرگ‌ترین پسر خشایارشا، داریوش، نقشه‌کش این قتل بوده است و اردشیر را به کشتن او واداشته است. سپس چون خواهان پادشاهی ضعیف بود، اردشیر را بر تخت نشاند. این احتمال نیز وجود دارد که اردشیر، از ترس اینکه اردوان، مرد نیرومند دربار، او را نیز از بین ببرد، اردوان را به قتل رسانده و بی‌درنگ قدرت را به دست گرفته باشد. به هر حال، تمام کسانی که در قتل خشایارشا دست داشتند، به دستور اردشیر کشته شدند. به گفته کتسیاس، بَغَبیش اردشیر را از نقشه اردوان آگاه کرده بود. اردشیر پس از آنکه اردوان را از میان برداشت، به مقابله با برادر خود ویشتاسپ که با یاری اردوان، ساتراپ باختر، شورش کرده بود، پرداخت و در ۴۶۳ پ. م بر او نیز پیروز شد و پایه‌های فرمانروایی خود را با به کار گماردن یارانش استوار کرد. گویا در آن زمان خشایارشا در تخت جمشید بود و ۵۵ سال داشت. او را در نقش رستم در آرامگاهی که از پیش ساخته شده بود، دفن کردند. اطلاعاتی دربارهٔ این نقشه در کتیبه‌های بابل و در یک متن نجومی آمده است. بابلی‌ها بدون شک این قتل را تنبیهی از جانب خدایشان مردوخ دانسته‌اند، زیرا معبد او توسط خشایارشا ویران شده بود. در متون بعدی مصر آمده است که خشایارشا همراه با فرزند ارشدش در کاخ خود کشته شد و مرگ او را تنبیهی از جانب خدایان به دلیل مصادره زمین‌های معبد بوتو در مصر می‌دانستند. آلیانوس نوشته است که خشایارشا به دست فرزندش در خواب کشته شد (ولی مشخص نکرده که منظورش داریوش بوده یا اردشیر). اگر گزارش دیودوروس درست باشد، پس از قتل، توطئه‌گران به اردشیر گفتند که این جنایت توسط برادر بزرگ‌ترش داریوش انجام شده است و او را به کشتن داریوش تشویق کردند. داریوش نزد برادرش رفت و با اینکه بی‌گناهی خود را اعلام کرد، ولی به ضرب خنجر کشته شد. همراه با داریوش، فرزندان او نیز به قتل رسیدند. هیستاسپس (که در پارسی ویشتاسپ خوانده می‌شود)، دومین پسر خشایارشا بود که در آن زمان به‌عنوان ساتراپ در باکتریا اقامت داشت و در این ماجرا دخالتی نداشت.

## آغاز پادشاهی
در سال ۴۶۵ پیش از میلاد، اردشیر یکم پس از کشته شدن پدرش خشایارشا و برادرش داریوش، که وارث قانونی بود، با یاری اردوان بر تخت شاهی نشست.

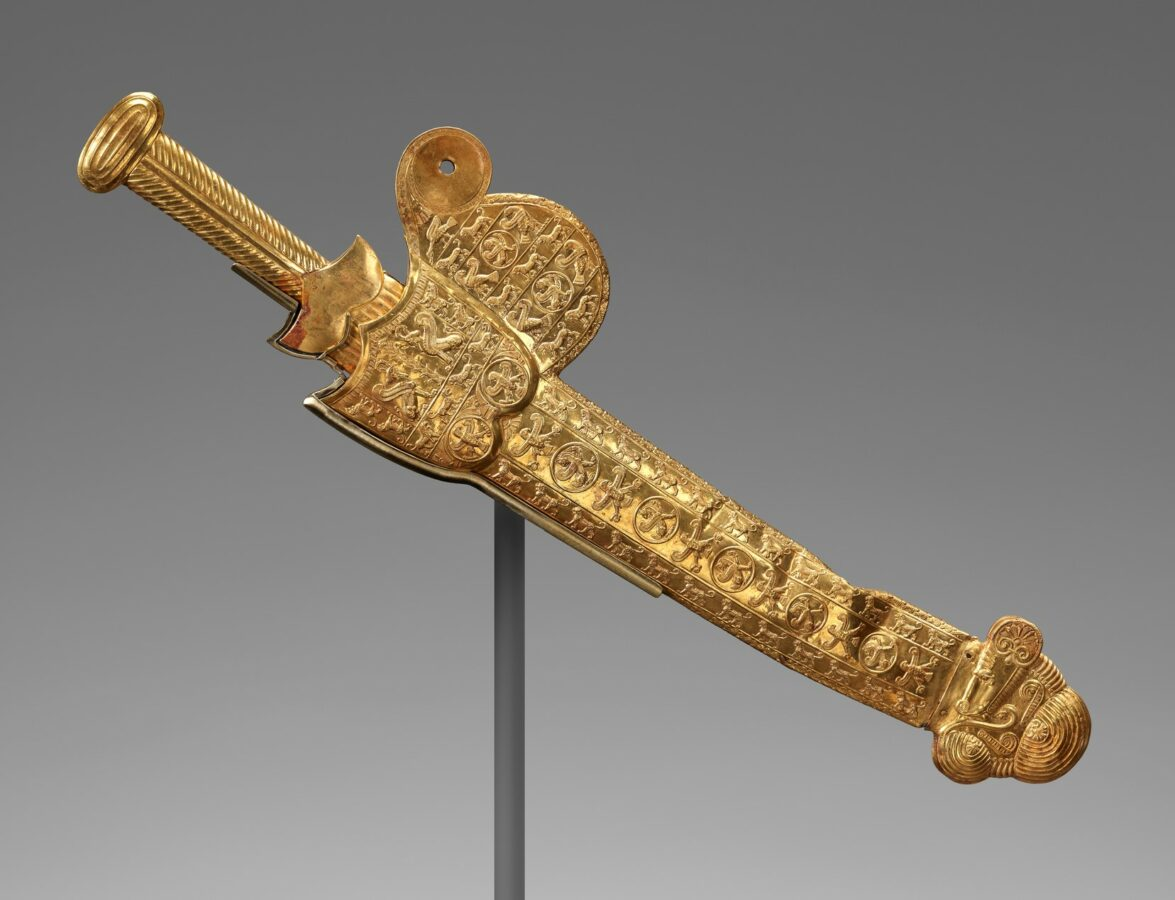
شمشیر زرین (آکیناک) اردشیر یکم از مجموعه ویورن

یکی از نخستین کارهای اردشیر، تغییر نام خود بود؛ نامی که به معنای «قدرت از راه ارته (عدالت) برقرار می‌شود». این کار به‌خاطر تمایل او به بزرگداشت ارزش‌های سیاسی-مذهبی «راستی» و مشروعیت خاندان بود.
در ۴۶۴ پیش از میلاد، اردشیر به بازنگری در سازماندهی کشور پرداخت و همه نزدیکان وفادار خود را به‌عنوان ساتراپ منصوب کرد. اما برادرش، ویشتاسپ، که ساتراپ باکتریا بود، با یاری اشراف باکتریا نقشه‌ای برای تصرف تاج‌وتخت کشید و شورش کرد. با این حال، در دو جنگ شکست خورد و کشته شد.
اردشیر که از توطئه‌ها و شورش‌های دربار بیمناک بود، فرمان داد تا همه برادران باقی‌مانده‌اش را از میان بردارند.  از این زمان به بعد، نقشه‌های پنهانی در دربار اهمیت بیشتری پیدا کرد، چرا که با پیشرفت شاهنشاهی پیوند داشت.
اردشیر خود را این‌گونه معرفی کرده است: «من اردشیر، شاه بزرگ، شاه شاهان، پسر شاه خشایارشا، نوه داریوش هخامنشی هستم.»

## پناهندگی تمیستوکلس

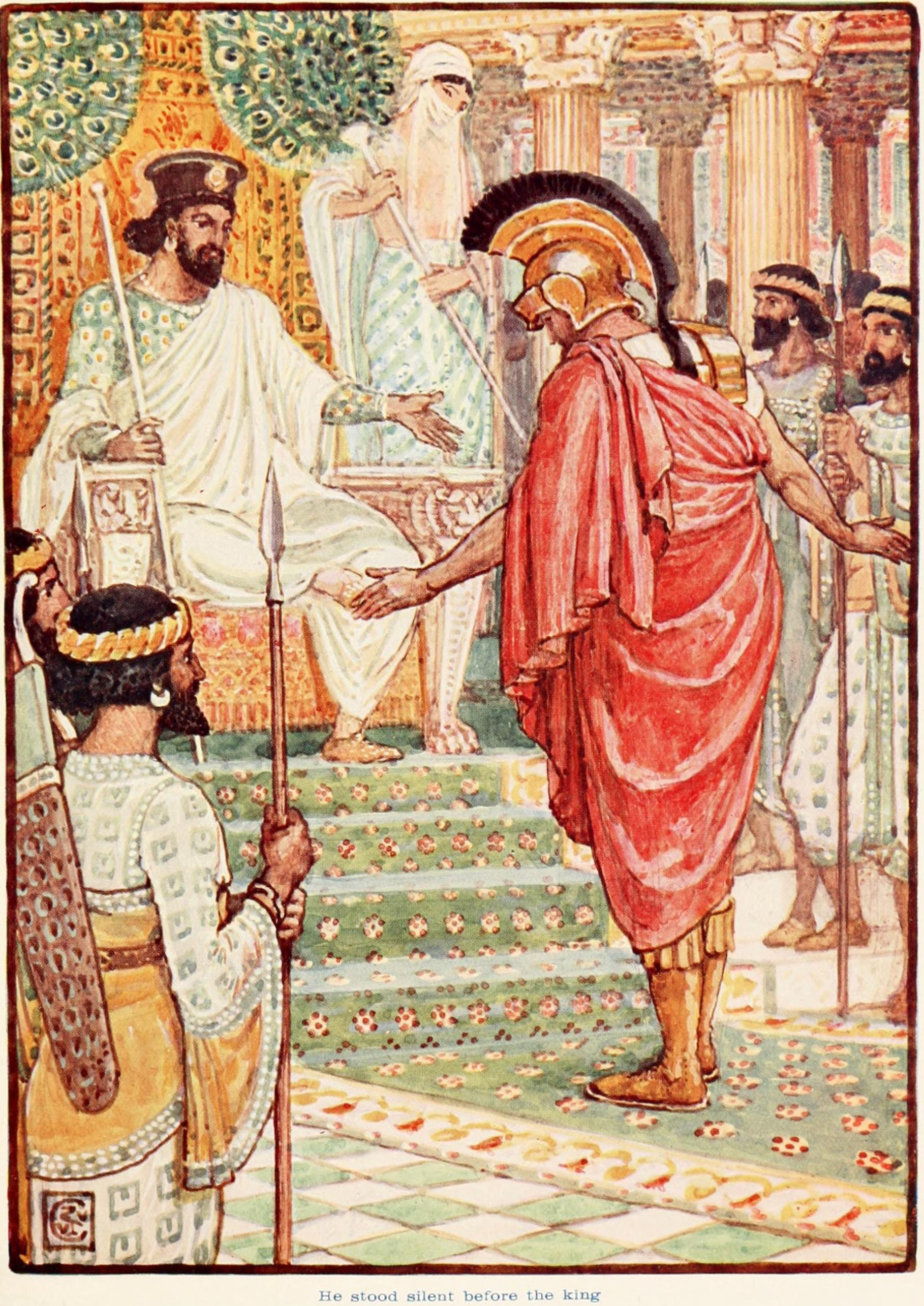
تمیستوکلس ایستاده مقابل اردشیر

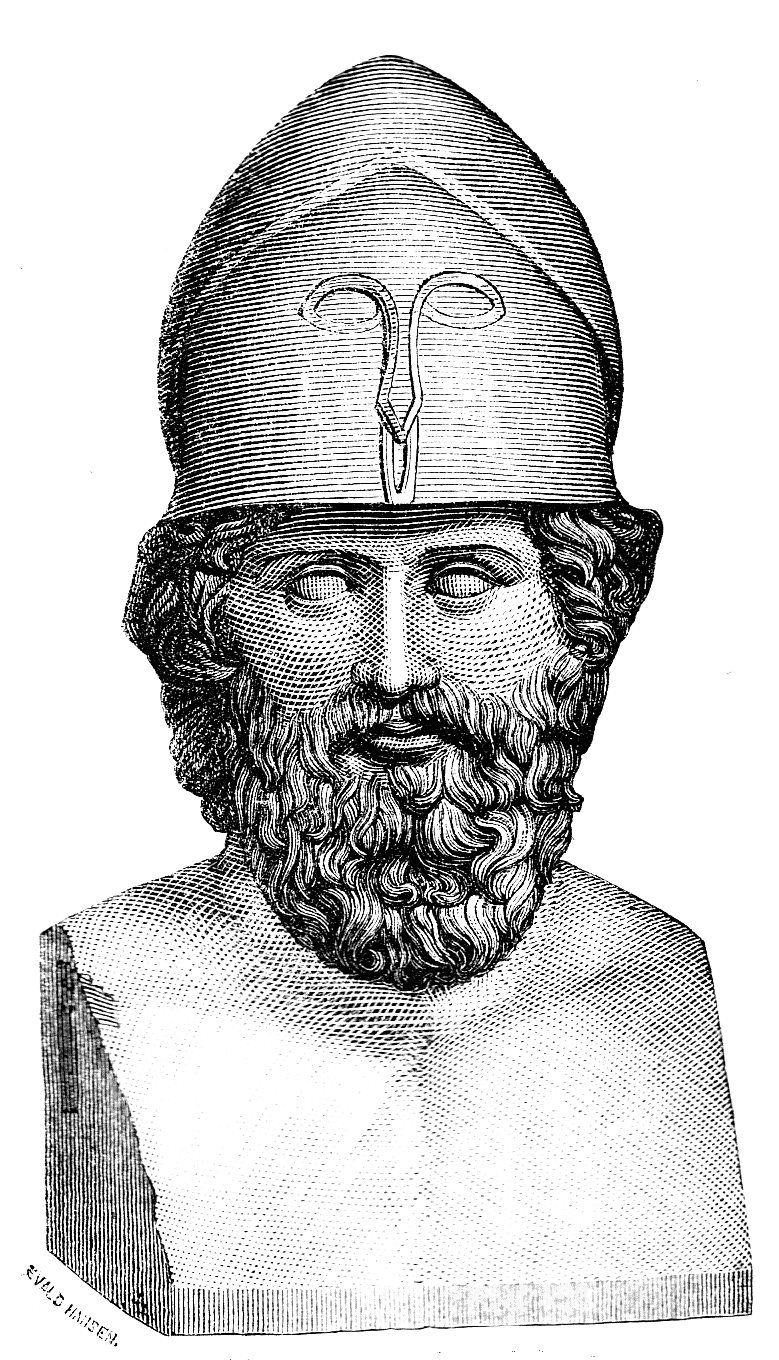
تندیسی از تمیستوکلس

پس از به تخت رسیدن اردشیر، تمیستوکلس به ایران گریخت. چندین روایت دربارهٔ ورود او به ایران در دست است، اما به نظر می‌رسد که معتبرترین آنها توسط توکودیدس ارائه شده است. هنگامی که آتنی‌ها افرادی را برای بازداشت تمیستوکلس به آرگوس فرستادند، او که از این جریان آگاه شده بود به ایونی گریخت. در آنجا با یک ایرانی آشنا شد و به همراه او به قلمرو ایران رفت. وقتی وارد خاک ایران شد، نامه‌ای به اردشیر نوشت. در این نامه نوشته بود که بیش از هر یونانی دیگر، برای حفظ میهن خود در برابر سپاهیان ایرانی، به خاندان شاه ایران بدی کرده است. با این حال، به خشایارشا کمک‌های فراوانی کرد تا بتواند از یونان خارج شود. او توضیح داد که اکنون که به قلمرو شاه پناه آورده، هم‌میهنانش او را به ایران‌دوستی متهم کرده‌اند. همچنین در این نامه وعده داد که به اردشیر کمک‌های بزرگی خواهد کرد. در پایان‌نامه نوشته بود که قصد دارد یک سال در قلمرو پادشاه بماند تا بتواند به زبان پارسی تسلط پیدا کند و پس از آن به حضور پادشاه شرفیاب شود. توسیدیدس می‌نویسد که شاه با این درخواست موافقت کرد.
پلوتارک نوشته است که تمیستوکلس ابتدا به آسیای صغیر فرار کرد و سپس با یک ارابه پوشیده، در لباس یک دختر یونانی، به دربار ایران برده شد تا به‌عنوان عضوی از حرمسرای یک نجیب‌زاده ایرانی پذیرفته شود. در آنجا با کمک یکی از زنان یونانی حرمسرا به نام آرتابانوس، که فرمانده گارد سلطنتی بود و به شاه دسترسی داشت، تقاضای ملاقات با شاه را مطرح کرد. تمیستوکلس در این دیدار نام اصلی خود را فاش نکرد و اظهار داشت که قصد دارد مطالب مهمی را به شاه برساند. هنگامی که به حضور شاه رسید و نام خود را فاش کرد، گفت که به دلیل علاقه و دوستی با ایرانیان، یونانیان او را دشمن خود می‌دانند و افزود که قصد بازداشت او را داشتند. تمیستوکلس از شاه تقاضا کرد که با پناه‌دادن به او، جانش را نجات دهد. اردشیر از اینکه یک سیاستمدار مشهور یونانی از او درخواست پناهندگی کرده، بسیار شادمان شد و به او گفت: «برو و فردا بیا.» هنگامی که تمیستوکلس برای بار دوم به حضور شاه آمد، درباریان که نام او را شنیده بودند و از اعمال گذشته‌اش خبر داشتند، به‌طور علنی خشم و نفرت خود را نشان دادند و تهدید کردند که او را مجازات می‌کنند. اما اردشیر که دید گسترده‌تری نسبت به آنان داشت، با بزرگواری با تمیستوکلس رفتار کرد و دستور داد دویست قنطار نقره به او پرداخت شود. این مبلغ قبلاً به شخص دیگری وعده داده شده بود، اما چون تمیستوکلس خود به دربار آمده بود، شایسته دریافت آن شناخته شد. هنگامی که شاه از اوضاع یونان از او پرسید، تمیستوکلس پاسخ داد: «سخن آدمی مانند فرشی است که وقتی آن را لوله می‌کنند، نقش و طرحش تغییر می‌کند.» به این ترتیب، تمیستوکلس توضیح داد که تمایل ندارد توسط مترجم سخن بگوید و ممکن است حرف‌هایش تحریف شود. طبق نوشته پلوتارک، تمیستوکلس یک سال زبان پارسی آموخت تا بتواند بدون کمک مترجم با ایرانیان صحبت کند. کورنلیوس نپوس نیز می‌نویسد که او در این مدت چنان به زبان پارسی مسلط شد که هنگام بازگشت به حضور شاه، از پارسی‌زبانان نیز دانش بیشتری داشت. توسیدید که از مبالغه‌گویی پرهیز می‌کرد، نوشت که تمیستوکلس در زبان پارسی استاد شد و تا حد امکان آداب و رسوم ایرانی را فرا گرفت.
توسیدید همچنین می‌گوید که تمیستوکلس نفوذ فراوانی در شاه پیدا کرد، نفوذی بیش از هر یونانی دیگر. طبق گفته پلوتارک، مقام و موقعیت تمیستوکلس در دربار شاه کاملاً متفاوت از سایر خارجیان بود. او اغلب همراه شاه به شکار می‌رفت و مادر شاه از او دعوت می‌کرد تا با وی گفتگو کند. علاوه‌براین، تمیستوکلس هدایایی از شاه دریافت می‌کرد که تنها به اشراف داده می‌شد. اگر گفته دیدوروس درست باشد، شاه یک بانوی اصیل ایرانی را به ازدواج تمیستوکلس درآورد. ازآنجاکه شاه تغییرات گسترده‌ای در سازمان حکومتی آغاز کرده بود، مقامات دربار از تمیستوکلس نفرت پیدا کردند، زیرا تصور می‌کردند که این تغییرات به تحریک او صورت گرفته است.
پس از مدتی، تمیستوکلس چندین شهر کوچک را به‌عنوان هدیه از شاه دریافت کرد تا از مالیات آن‌ها گذران زندگی کند. طبق گزارش توسیدیدس، تمیستوکلس شهرهای ماگنزیا، اد و میاندروم در آسیای صغیر را به دلیل تولید غله آن‌ها دریافت کرد. این شهرها سالانه پنجاه قنطار مالیات به او می‌پرداختند. همچنین شهر لامپ ساکوس را به دلیل تاکستان‌های آن و تولید شراب، و شهر میوس را به خاطر ادویه‌جات آن به او هدیه دادند. به نظر می‌رسد تمیستوکلس فرمانروای ماگنزیا شد، هرچند که همچنان تابع شاه بزرگ بود. آتنائوس می‌نویسد که او در ماگنزیا مقام رهبر و رئیس بزرگ را دریافت کرد. سکه‌هایی که تمیستوکلس در آن دوران ضرب کرده، همچنان باقی مانده‌اند؛ سکه‌هایی با نقش عقاب و خدای آپولو. اطلاعات مربوط به واگذاری شهر لامپ ساکوس به تمیستوکلس در کتیبه‌هایی از قرن سوم پیش از میلاد از همان شهر تأیید شده است. طبق نوشته‌های همین کتیبه‌ها، هر سال جشنی به افتخار تمیستوکلس و نیاکانش برگزار می‌شده است.

تمیستوکلس حدود سال ۴۶۲ پیش از میلاد (در ۶۵ سالگی) درگذشت. روایت‌های مختلفی دربارهٔ مرگ او وجود دارد. طبق گزارش توسیدیدس، او بر اثر ابتلا به یک بیماری درگذشت. با این حال، توسیدیدس داستان رایج را نیز بدین شکل نقل می‌کند: 
تمیستوکلس چون نمی‌خواست علیه یونانیان وارد جنگ شود، سم خورد و هلاک شد، با اینکه به شاه ایران قول داده بود که در چنین جنگی شرکت خواهد کرد.
 اردشیر پس از شنیدن خبر خودکشی تمیستوکلس، یاد او را گرامی داشت. توسیدیدس با چشمان خود دیده است که در میدان اصلی شهر ماگنزیا یادمانی برای تمیستوکلس برپا شده بود و می‌نویسد که در ماگنزیا، آرامگاه زیبایی برای او ساخته شده است.

## یهودیان در زمان اردشیر یکم

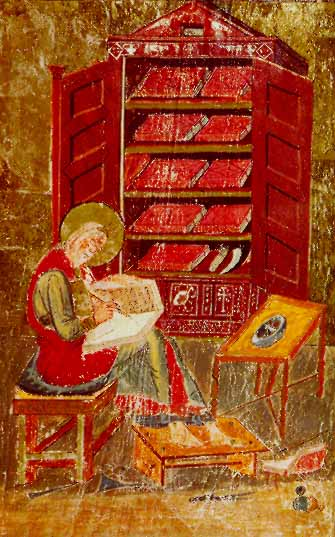
تصویری نقاشی شده از عزرا.

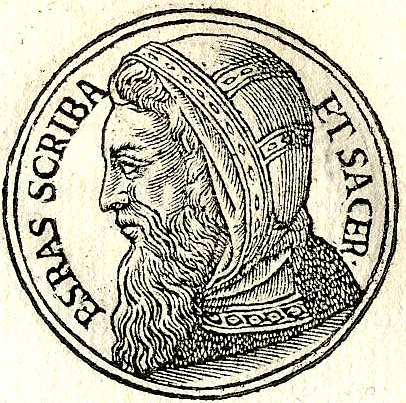
نقاشی تخیلی از عزرا در کتاب Promptuarii Iconum Insigniorum

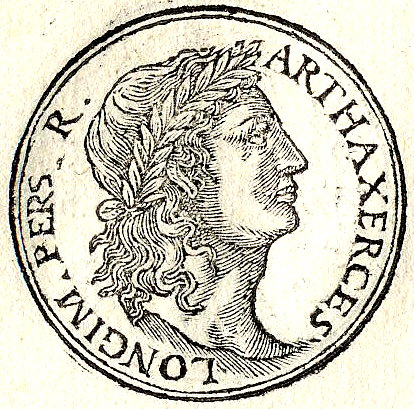
نقاشی تخیلی از اردشیر یکم هخامنشی به عنوان شاه پارس در کتاب Promptuarii Iconum Insigniorum

در عهد عتیق از ارتخشستا (اردشیر) به نیکی یاد شده است. چون فلسطین که بخشی از ساتراپی بغبیش بود، بر سر راه مصر قرار داشت، طرف توجه خاص هخامنشیان، از جمله اردشیر بود. اردشیر در ۴۴۴ پ. م نحمیا را که شربت دار یا ساقی او بود، به فرمانداری اورشلیم برگزید. این انتخاب، سرنوشت قوم یهود را برای همیشه دگرگون کرد. برخی از دانشمندان بر این گمان‌اند که عزرای کاتب را نیز اردشیر در ۴۵۸ پ. م به اورشلیم فرستاده است. در زمان اردشیر، نفوذ هخامنشیان در ارض موعود و سرزمین فلسطین بیشتر شد. چرا که اردشیر به دنبال سیاست‌های مسالمت‌آمیز نیاکان خویش، نسبت به یهودیان با مدارا و ملاطفت رفتار می‌کرد؛ به شرط آنکه رؤسای قوم یهود نیز به هخامنشیان وفادار بمانند. به همین جهت کار یهودیان در ایران و به خصوص در پایتخت رونق داشت و این گروه یکی از ارکان اقتصادی شهر به‌شمار می‌رفتند.
در ناحیه یهودیه که بخشی از فلسطین را تشکیل می‌داد، وقایعی رخ داد که برای آینده حائز اهمیت فراوانی بود. حتی پیش از اسارت بابل، منازعات جدی فراوانی در زمینه مسائل مذهبی روی داد. پاره‌ای از رهبران مذهبی (یکتاپرست‌ها) اعلام کردند که یهودیان فقط یهوه، خدای یگانه را بپرستند، در حالی که پاره‌ای دیگر از سوی عده بیشتری از مردم پشتیبانی می‌شدند، گذشته از یهوه، خدایان دیگری مثل آستارته را نیز می‌پرستیدند. این باور که یهوه تنها خدایی است که باید پرستش شود، در میان عمده یهودیانی بود که به بابل تبعید شده بودند، بدین ترتیب در میان یهودیانی که باقی‌مانده بودند، اکثریت با آنانی بود که عقیده داشتند یهوه بزرگ‌ترین خدایی است که باید در کنار یک عده خدای دیگر پرستش شود. باور مشابهی در میان یهودیانی که در الفانتین مصر سکنی داشتند نیز شایع بود.
به هنگام اسارت توسط بابلی‌ها، عده بسیاری از یهودیانی که تبعید شده بودند، شروع به پرستش یهوه همراه با سایر خدایان کرده بودند. هنگامی که کوروش بزرگ، به یهودیان بابل که هنوز اکثرشان یکتاپرست بودند، اجازه داد که به اورشلیم بازگردند، فقط تعداد اندکی از یهودیان تبعیدی، آماده بازگشت به میهن مادری‌شان شدند؛ ولی نمایندگان خانواده‌های خاخام علاقه‌مند شدند تا بازگردند و موقعیت و مقام سابق را به دست آورند و از درآمد و مقرری معبد بهره‌مند شوند. هنگامی که آنان به اورشلیم بازگشتند، تصمیمشان برای اشاعه یکتاپرستی، با مخالفت شدید یهودیانی قرار گرفت که از آنجا تبعید نشده بودند و مقیم بودند و همچنین یهودیان نواحی همسایه با نظر آنها مخالفت کردند؛ بنابراین کوشش آن‌ها برای مجبور ساختن ساکنان قبلی برای پرستش تنها یهوه و نه خدایان دیگر بی‌نتیجه ماند. به همین دلیل هم بود که بین سال‌های ۵۱۵ و ۴۵۹ پ.م. در معبدهای اورشلیم سایر خدایان به همراه یهوه پرستیده می‌شدند.
چنین به نظر می‌رسد که گروه یکتاپرست و گروه مخالفانشان پی در پی نزد حکمرانان ایرانی‌شان از یکدیگر شکایت می‌کردند. گذشته از این‌ها فرمانداران مناطق همسایه، از فعالیت گروه یکتاپرست شکایت داشتند و اظهار می‌داشتند نمایندگان آن‌ها درصدد توطئه علیه شاه هستند. در نتیجه در سال ۴۵۸ پ.م. شاه (اردشیر یکم هخامنشی)، دانشمند یهودی به نام عزرا را که مشاور شاه در امور یهودیان و ضمناً در خزانه‌داری شاهی صاحب مقام بود، از شوش به اورشلیم فرستاد. شاه بودجه لازم را در اختیار او قرار داد و اختیاراتی نیز به وی تفویض کرد تا مسائل را حل و فصل نماید و نیز تغییرات لازم را در قوانین، مشابه قوانینی که داریوش بزرگ در مصر قرار داده بود، بدهد.
عزرا به همراه کاروانی از یهودیان که به اورشلیم بازمی‌گشتند، با نامه شاه به اورشلیم برگشت. برای آنکه معبد و قربانی‌ها بتوانند شکوه خود را بازیابند، وسایل مادی به این کار تخصیص یافته بود که شامل پیشکش‌های شاه و دربار، هدایای یهودیان ساکن بابل و ظروفی برای معبد بود؛ افزون بر آن فرمانی برای خزانه‌داران ماورای نهر هم همراه عزرا بود. در این فرمان، گفته شده که به عزرا آنچه بخواهد تا مبلغ صد تالان نقره، ۴۰۰ لیتر شراب، ۴۰۰ لیتر روغن، ۴۰۰ هزار لیتر آرد و «از نمک هرچه بخواهد» بدهند. وی در عین حال یک کتاب مقدس به نام اسفار پنجگانه (تورات عهد عتیق) که در دوران اسارت در بابلی ویرایش شده و بخشی از عهد عتیق بود، به آن‌ها هدیه کرد. عزرا هنگام مسافرت و زمان گذشتن از میانرودان، عده‌ای از یهودیان آنجا را نیز تشویق کرد که با او به اورشلیم بروند. ثروتمندان آنها از رفتن خودداری کردند؛ ولی بودجه و هزینه‌ای در اختیار آنانی نهادند که مایل بودند به یهودیه بازگردند.
از آن زمان به بعد، مرحله جدیدی در تاریخ یهودیه آغاز شد. نتیجه این مرحله جدایی و دوری جامعه اورشلیم بود. آنگونه که مایر اظهارنظر کرده، اصولاً یهودیت، محصولی از شاهنشاهی هخامنشی است. گرچه اندیشه نخستین آن در فلسطین سازماندهی شد ولی اگر کمک مالی و اقتصادی یهودیان پراکنده در بابل نبود، نمی‌توانست جان بگیرد و شناخته شود، تازه آن یهودیان پراکنده بابلی نیز نمایندگانشان پشت گرم به کمک‌های مالی پادشاهان ایرانی بودند. با کمک آن‌ها قوانین اسفار پنجگانه موسی نه تنها در یهودیه حتی در میان یهودیان پراکنده بابلی تدوین شد و جان گرفت.
عزرا در تاریخ ۴۵۵ پیش از میلاد اعلام داشت رعایت قوانین اسفار پنجگانه برای تمام اعضای جامعه یهودی اجباری است، هم در یهودیه و هم آن سوی مرزهای آن. در حقیقت این یک طومار بود حاوی افسانه‌های اساطیری- داستان‌های گوناگون - قوانین پرستشی، ولی در خلال آن‌ها قوانین مدنی و قوانین کیفری کمتر مورد بحث واقع شده بود؛ ولی کوشش‌های عزرا برای شناساندن و قبول این قوانین، با مخالفت‌های شدید روبرو گردید، نه تنها از جانب توده عامه مردم بلکه حتی از جانب طبقه اشراف. به ویژه ساکنان اورشلیم از تقاضای جدی عذرا در زمینه فسخ و لغو پیوند زناشویی یهودیان با ساماریتان‌ها، بسیار ناراحت بودند. ساماریتان‌ها کسانی بودند که جز یهوه خدایان دیگری را نیز می‌پرستیدند و عزرا نمی‌توانست این جریان را تغییر دهد. پیروان و هواخواهان عزرا، میل نداشتند ساماریتان‌ها را برای خدمات، به درون معابد راه دهند، تا مجبور نشوند درآمد خود را از معبد، با آنان تقسیم نمایند. درآمدی که متعلق به مردم اورشلیم بود. از سوی دیگر کوشش‌های عزرا برای کشیدن یک دیوار دفاعی گرداگرد اورشلیم به نتیجه‌ای نرسید. هنگامی که وی به مردم فرمان داد تا دست به کار ساختن دیوار شوند، نواحی همسایه به اردشیر یکم شکایت کردند که ما نمک گیر سفره شاه هستیم، بنابراین نمی‌توانیم مشاهده کنیم آسیبی متوجه او می‌شود، اورشلیم قصد دارد با کشیدن دیوار، دست به شورش بزند و بنابراین از دادن مالیات خودداری ورزیدند. در نتیجه چنین شکایتی کار ساختمان دیوار متوقف ماند. سرنوشت بعدی عزرا نامعلوم است. امکان دارد که به شوش احضار شده باشد. پس از وی یهودیه، به وسیله یک ساتراپ ایرانی اداره می‌شد و متصدی امور اجتماعی خاخام بزرگ بود. در سال ۴۴۵ پ.م. مقام یهودی دیگری از دربار شوش به اورشلیم آمد. وی نحمیا نام داشت، هم مشاور شاه در امور یهودیان بود و هم ساقی شاه بود. کارشناسان معمولاً نظر داده‌اند که ساقی‌گری برای شاه به دست خواجه‌ها بوده ولی هلتز اخیراً این نظریه را رد کرده است. نحمیا موفق شد که از شاه اجازه بگیرد تا به عنوان فرماندار جدید به یهودیه برود و قانون اسفار پنجگانه را به مورد اجرا بگذارد. شاه همچنین به وی نامه‌هایی داد برای فرمانداران سوریه و فلسطین که به او اجازه دهند در قلمرو آنان اختیارات کامل داشته باشد. گذشته از اینها، اردشیر به نگهبان جنگل‌های شاهانه، آصف در سوریه، دستور داد که الوارهایی برای مصرف ساختمان معبد در اورشلیم و نیز دیوارهای گرداگرد شهر در اختیار نحمیا قرار دهد.
با مطالعه وقایع در می‌یابیم که ورود نحمیا، خصومت همسایگان یهودیه را فرونمی‌نشاند، بلکه مانند گذشته تصمیم می‌گیرند که جاه‌طلبی‌های او را برای پادشاهی در نزد شاه بزرگ افشا کنند. دلیل آن‌ها برای اثبات این امر، حصاری است که نحمیا، اورشلیم را به آن مجهز کرده است. از آنجایی که بسیاری از همسایگان بر اثر ازدواج‌های بین قومی، خویشاوندی در یهودیه دارند، خطر دوچندان می‌شود؛ تلاش‌های عزرا (اگر وی پیش از نحمیا باشد) برای بطلان این ازدواج‌ها، آشکارا قرین توفیق نشده است. حتی پسر کاهن بزرگ از بیرون یهودیه زن گرفته است. نحمیا در هنگام مأموریت دوم خود ناگزیر شد ممنوعیت را تجدید بکند.
نحمیا مانند عزرا، یک پشتیبان جدی خداپرستی بود، بدین جهت هنگام ورود، نه تنها از سوی مردمان مناطق همسایه، بلکه از سوی اکثریت جامعه یهودی‌ها با سردی و خصومت روبرو شد. اورشلیم در آن هنگام از تاخت و تاز و تعدی همسایگان اطراف خود، آمونی‌ها، عرب‌ها و اِدومیت‌ها رنج می‌برد. بدین ترتیب وظیفه پیش روی نحمیا، بسیار دشوار بود و عزرا از عهده این کار بر نیامده بود. با آنکه هر دوی این افراد دارای تعصب و شیفتگی بودند ولی نحمیا از ذکاوت برتری برخوردار بود و سیاستمداری بهتر بود.
به عنوان یک فرماندار ایرانی، نحمیا فرمانده نیروهای نظامی بود؛ لذا، به‌کارگیری نیروی نظامی علیه مردمان خودش، آمیخته با ریسک و خطر و برای هدف وی کاری بی‌فایده بود. نحمیا برای جلب توجه مردم به سوی خویش، ابتدا کوشید تا منازعات سیاسی بین جامعه یهود را حل و فصل نماید. برای اجرای این کار برنامه‌ای برای چند مورد اصلاح‌طلبی به مردم ارائه کرد؛ ابتدا مقداری وام بدون بهره در اختیار مردم گذاشت و سپس افرادی که برای گرفتن وام به گرو متوسل شده و اشیا و اموالی به گروه نهاده بودند، اموالشان را بازپس داد. گذشته از اینها، مردم از دادن مالیات، مالیاتی که بر محافظت و نگهداری دربار ساتراپ‌نشین بود، معاف نمود. در تاریخ ۳۰ اکتبر ۴۴۵ پ.م. نحمیا اعلام داشت قوانینی که قبلاً توسط عزرا گردآوری و تصویب شده باید به مورد اجرا گذاشته شوند. پس از آن بنا به عللی نحمیا به دربار شاه بازگشت؛ این بازگشت، احتمالاً به علت شکایت اشراف یهودی و طبقه روحانیت بوده که با اصلاحات اجتماعی وی موافق نبوده‌اند؛ ولی در ۴۳۲ پ.م. بار دیگر نحمیا به اورشلیم بازگشت تا اصلاح طلبی مذهبی خود را مجدداً آغاز نماید. پیش از هر چیزی، وی ورود توپیا نماینده سرزمین آمونیت را به معبد ممنوع کرد و آن سرزمینی بود آن سوی رود اردن. پس از آن از کاهن بزرگ اتاقی برای شخص خود در محوطه معبد گرفت. اخراج توپیا، باعث نخستین برخورد مستقیم وی و طبقه روحانی شد؛ ولی نحمیا به جای آنکه باعث افزایش تنش شود، در این راه گامی غیرمنتظره برداشت: یک دهم از درآمد کشاورزی را به طبقه روحانیت اختصاص داد و ضمناً آن‌ها را از پرداخت مالیات معاف کرد. بدین ترتیب، وی طبقه روحانیت را وارد اردوی خود کرد که برایش امتیازی بود. بدین ترتیب نحمیا، موفق شد قانون مذهبی را به مورد اجرا درآورد و از طرف دیگر روز شنبه (سبت) را تثبیت کند. پس از آن با پشتیبانی پادگان نظامی ایران و طبقه روحانی و توده مردم، که از شر وام خلاص شده بودند، نحمیا موفق شد دشوارترین مسئله را حل و فصل کند و آن فسخ پیوندهای زناشویی اختلاطی بود. در مسئله اخراج نواده خاخام اعظم که با دختر سان‌بالات فرماندار سامریه از اورشلیم ازدواج کرده بود، مخالفان خود را که بر سر و روی خود می‌کوفتند و موی سرشان را می‌کندند، مجبور به سکوت کرد. وی همچنان، افراد دیگری را که حاضر به جدایی از همسران بیگانه خود نبودند، اخراج نمود. تمامی آنان به جز یهوه، خدایان دیگری می‌پرستیدند. هر چند که سان بالات نام بابلی بر خود داشت (سینوبالیت (خدا) سین مرا زنده نگهداشت)، ولی به فرزندانش نام‌های مذهبی داد که مخلوط با یهوه بود.
در آن هنگام بود که بازسازی دیوار استحکامی اورشلیم، امکان‌پذیر گردید؛ ولی سان‌بالات و فرمانداران مناطق همسایه با خشم فراوان با نحمیا مخالفت کرده، او را متهم کردند که فعالیت‌هایش طرح یک شورش علیه شاه ایران است. این مقامات و سربازهایشان با آمدن به اورشلیم از مردم خواستند جلوی کارهای ساختمانی را بگیرند؛ ولی یهودیان از میان خودشان گروهی نظامی را برگزیدند و آن‌ها از کارگران ساختمانی محافظت به عمل آوردند، و به زودی اورشلیم به شهر کاملاً محافظت شده تبدیل شد. بدین ترتیب نحمیا موفق شد با پشتیبانی و کمک شاه ایران، اورشلیم را به عنوان مرکز ایدئولوژی مسلط مذهبی در یهودیه ثابت و مستقر کند. اندک اندک قوانین اسفار پنجگانه موسی، در میان یهودیان پراکنده هم راه یافت. این جریان مخصوصاً به وسیله یک پاپیروس آرامی که محتوی اطلاعات جالبی دربارهٔ فرمان داریوش دوم است، گواهی می‌شود. این فرمان در سال ۴۱۹ پ.م. صادر گردید. شاه توسط ساتراپ خود در مصر، آرشام، به یهودیانی که در الفانتین می‌زیستند، دستور داده بود که از تاریخ ۱۵ تا ۲۱ ماه نیسان فستیوال، قدیمی را برپا دارند، همان فستیوالی که در یهودیه معمول و شایع بود. این فرمان نه فقط برای یهودیان الفانتین، بلکه برای تمام یهودیانی که در حاشیه مرزهای شاهنشاهی می‌زیستند، صادر شده بود.
هنگامی که نحمیا تمام مأموریت خود را به انجام رسانید به دربار شوش بازگشت؛ ولی آن استحکامات اورشلیم نوعی تهدید بود در زمینه جدایی یهودیان از ایران، این بود که دولت ایران، باگوآس مورد اطمینان را به عنوان جانشین نحمیا تعیین کرد. ژوزفوس فلاویوس نیز در آثار خود اشاره‌ای به وی داشته است. همچنین در پاپیروس‌های الفانتین به نام باگوهی از وی یاد شده است. اظهار نظر دربارهٔ اصل و تبار این مرد دشوار است. نام وی ایرانی است ولی باید در نظر داشت که در خلال قرن ششم پیش از میلاد، و نه دیرتر، پاره‌ای از یهودیان نام ایرانی برای خود برمی‌گزیدند. گذشته از این‌ها هر سه فرماندار یهودیه پیش از باگوآس از پایان قرن ششم پیش از میلاد تا نیمه دوم قرن پنجم از میلاد، همه یهودی بوده‌اند (شِش بازار، زِروبابل و نحمیا).

## شورش ایناروس

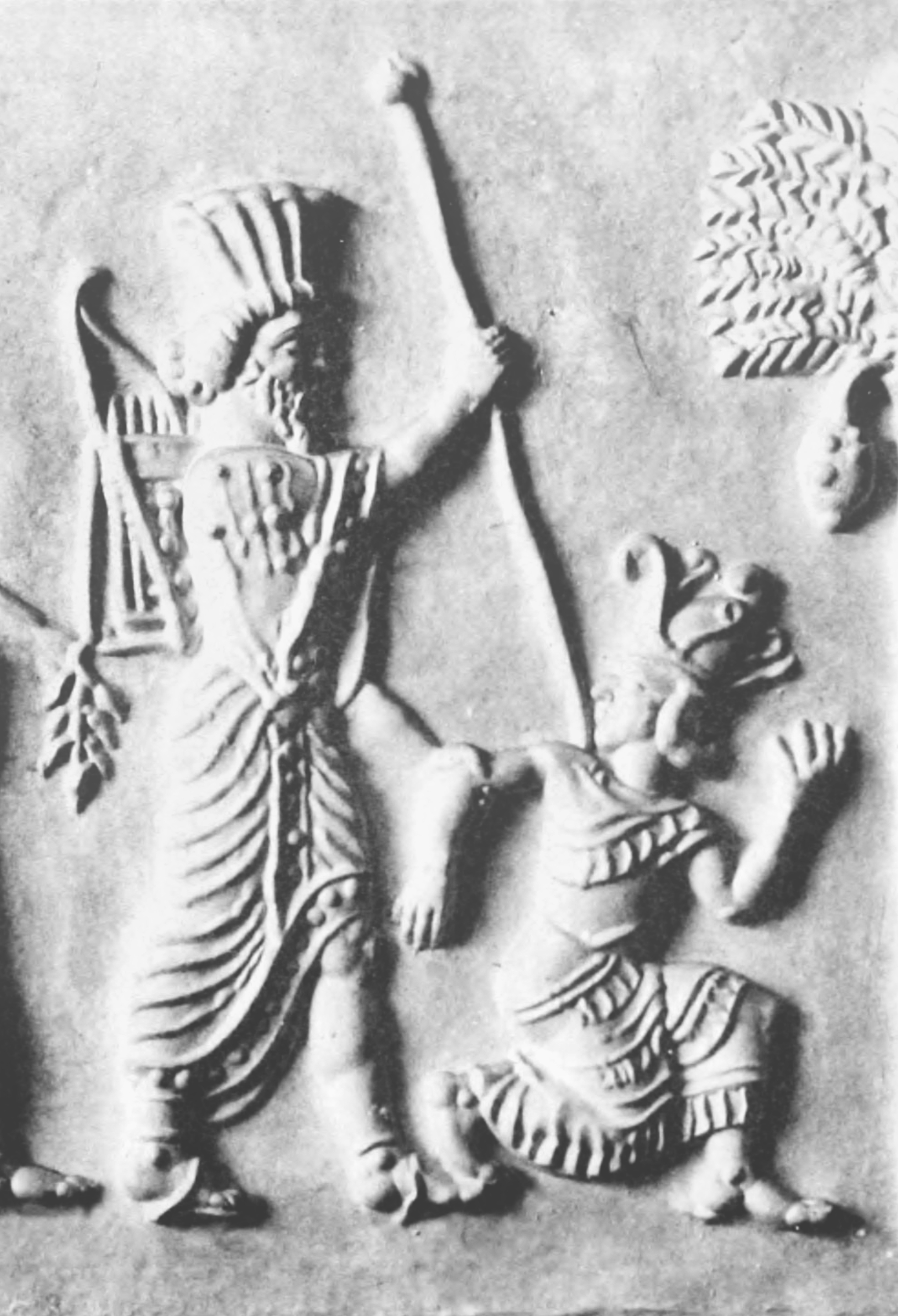
اردشیر شورش ایناروس را سرکوب کرد.

در سال ۴۶۰ پ.م. شورش تازه‌ای در ساتراپی مصر برپا شد که در نتیجه آن، مصر به صحنه درگیری میان ایران و یونان کشیده شد. در این زمینه اطلاعات قابل اعتمادی را می‌توان در آثار توسیدید پیدا کرد، جزئیاتی از آن را نیز می‌توان در پرسیکای کتزیاس مشاهده کرد، هر چند تأیید آن‌ها امری محال است. به‌علاوه دیودور نیز اشاره‌ای به شورش مصر کرده است، و تا میزانی کمتر هرودوت. طبق نظر دیودور سیسیلی، انگیزه اصلی این شورش، مالیات‌های سنگین، اختلال و اغتشاش در امور اداری و تحقیری که از سوی مقامات ایرانی نسبت به پرستشگاه‌های محلی نشان داده شده است. شروع این شورش از ناحیه دلتای غربی بود و به رهبری مردی اهل لیبی به نام ایناروس فرزند پسامِتیک چهارم (احتمالاً از نسل دودمان بیست و ششم مصر). حرکت اولیه از سوی مردمان لیبی بود. شورشیان، مأموران مالیاتی را از منطقه بیرون راندند و دلتا را تحت کنترل خود درآوردند. بعدها این شورش به دره نیل نیز گسترش یافت. چندی نگذشت که یک رهبر دیگر شورشی به ایناروس پیوست. این شخص امیرتائیوس نام داشت از شهر سائیس؛ ولی ممفیس پایتخت مصر به همراه مصر علیا کماکان تحت کنترل ایرانی‌ها باقی بود. از آن روزها و آن مناطق اسنادی باقی مانده است مربوط به سال پنجم و دهم سلطنت اردشیر یکم.
هخامنش، ساتراپ مصر و یکی از برادران خشایارشا، ارتش عظیمی فراهم آورد و به سوی شورشیان تاخت. در سال ۴۶۰ پ.م. جنگ شدیدی در ناحیه پاپرمیس رخ داد، به گفته کتزیاس تعداد سربازان ایرانی به چهارصد هزار نفر می‌رسید که بدون شک این رقم مبالغه‌آمیز است. ایرانی‌ها هشتاد کشتی نیز در اختیار داشتند که بیست فروند آن به ضمیمه ملوان‌هایش توسط مصری‌ها بازداشت شدند. تعداد سی فروند کشتی دیگر نیز غرق شدند. هرودوت بیست سال بعد از جنگ، از صحنه آن در ناحیه پاپرمیس دیدن کرده بود و نوشته میدان جنگ هنوز از جمجمه سربازهای کشته شده پوشیده شده بود. سپاهیان ایرانی به‌طور کامل شکست خوردند و هخامنش کشته شد. مصری‌ها پیکر او را برای اردشیر، فرستادند تا از این راه شاه بزرگ را مورد تمسخر قرار دهند.
ایناروس پس از کسب چنین پیروزی خونینی، برای کسب کمک به سوی یونانی‌ها روی آورد. یونانی‌ها که در پایان قرن ششم، بازارهای خود را در کرانه دریای سیاه، محل کسب غله از دست داده بودند، با کمال میل دعوت مصری‌ها را برای کمک دادن به آن‌ها پذیرفتند. آتنی‌ها در قالب اتحادیه دلوس امیدوار بودند که تسلط ایرانی‌ها بر مصر را به کلی از میان بردارند، روابط بازرگانی با مصر برقرار کنند و واردات غله خود را از آن کشور تأمین نمایند. در سال ۴۵۹ پ.م. آتنی‌ها تعداد دویست کشتی به کمک مصری‌ها فرستادند. در میان این کشتی‌ها، تعدادی از کشتی‌های متحد آتن نیز وجود داشتند. ابتدا کشتی‌ها به سوی قبرس رفتند که هنوز بخشی از امپراتوری ایران بود و این جزیره را غارت کردند. پس از آن به سوی مصر رفتند. سپس وارد رود نیل شده کشتی‌های ایرانی را نابود کردند. بعد از آن به طرف ممفیس، مرکز تجمع سپاهیان ایرانی رفتند. در آنجا موفق شدند شهر را تصرف کنند در نتیجه سپاهیان ایران عقب‌نشینی کرده به دژ سفید پناه بردند. پارس‌ها، مادها و مصریانی که هنوز طرفدار و وفادار به ایرانی‌ها بودند و باور نداشتند که شورشی‌ها پیروز شده‌اند، به جمع سپاهی‌های دژ افزوده شدند. محاصره این دژ حدود یک سال به طول انجامید و آتنی‌ها متحمل تلفات سنگینی شدند. در خلال این احوال مردم پلوپونز، به رهبری اسپارت به سوی آتن پیشروی کردند. در آغاز ایرانی‌ها و مردم پلوپونز به تنهایی و مستقلاً می‌جنگیدند، ولی آتنی‌ها در هر دو جبهه موفق بودند؛ چیزی از این جریان نگذشت که موقعیت تغییر کرد.
به گزارش توسیدید، در ۴۵۸ پ.م. بغابوخش دوم (به یونانی: مگابیز دوم) سفیر ایران با پول فراوانی به اسپارت رسید. وی به اسپارت‌ها توصیه کرد که حمله مستقیمی به سوی آتن به عمل آورند تا این‌که آتنی‌ها مجبور شوند ناوگان کشتی‌های خود را از مصر فراخوانند. رهبران اسپارت طلای ایرانی‌ها را پذیرفتند و رضایت دادند تا در کنار ایرانی‌ها علیه آتنی‌ها بجنگند. در ۴۵۷ پ.م. اسپارت‌ها با تِپ متحد شدند و در جنگی در ناحیه تاناگرا در بواویتا، شکست سنگینی بر دشمن وارد آوردند؛ ولی چیزی نگذشت که آتنی‌ها بر تب حمله کرده، آن‌ها را شکست دادند. از سوی دیگر، زلزله شدیدی در اسپارت روی داد و نیز جمعیت بردگان آن‌ها نیز دست به شورش زدند، این دو جریان باعث شد که اسپارت‌ها احساس ناامنی کنند. پولی که ایرانی‌ها داده بودند صرف جنگ نشد، بلکه صرف ترمیم خرابی‌های زلزله شد. بغابوخش نیز مجبور به بازگشت گردید بدون آن‌که ماموریتش را به‌طور کامل به انجام رسانیده باشد و از آن‌همه طلایی که با خود آورده بود، فقط توانست اندکی از آن را بازگرداند.
از آن طرف شورشی‌های مصر با همه تلاش خود هنوز نتوانسته بودند دژ سفید را که در محاصره داشتند، به تصرف درآورند. در سال ۴۵۶ پ.م. اردشیر به خونخواهی هخامنش، عموی خود، بغابوخش ساتراپ سوریه را که قبلاً به عنوان سفیر به اسپارت فرستاده بود با سپاهی زبده به مصر فرستاد. در این نبرد ناوهای جنگی فنیقیه که در خدمت دولت ایران بودند، به سپاه ایران کمک فراوان کردند. بغابوخش پیشتر در سال ۴۸۰ پ.م. در جنگ علیه یونانی‌ها شرکت کرده بود. وی نواده بغابوخش یکم بود، که در شورش علیه گئومات شرکت داشت. چون اردشیر پیش از این گشایشی در کار عزرا فراهم کرده بود، او نیز متقابلاً کوشید تا نیروی بغابوخش دوم به آسانی به سوی ممفیس حرکت کند. این ساتراپ دارای سپاهیانی بود نیرومند و نیز یک ناوگان دریایی فنیقی در اختیارش بود که با استفاده از آن‌ها موفق شد آتنی‌ها و مصری‌ها را شکست دهد و شهر ممفیس را دوباره بازپس گیرد. ایناروس به اتفاق باقیمانده هواخواهانش و دیگر آتنی‌ها به جزیره پروسوپی تیس واقع در دلتای غربی فرار کرد. جزیره مورد اشاره از دو شعبهٔ نیل تشکیل شده بود که هر دوی آن‌ها در استفادهٔ کشتیرانان بود. ایرانی‌ها سر رسیده آن‌ها را محاصره کردند. ایناروس و یارانش موفق شدند به مدت یکسال و نیم مقاومت کنند. در ۴۵۴ پ.م. ایرانی‌ها ناوگان خود را به یکی از این دو شعبه نیل بردند و شعبه دیگر رود را خشکاندند. با انجام این کار کشتی‌های آتنی به گِل نشست و یونانی‌ها ناگزیر تحت شرایط آبرومندی تسلیم شدند. شکست یونانیان به شورش مصر پایان بخشید. یونانیان حدود دویست کشتی و چهار هزار نفر سرباز از دست دادند.
کتزیاس از آخرین مرحله شورش شرح مفصلی داده است؛ ولی داده‌های وی در این زمینه قابل اعتماد نیستند. تعداد سربازهایی را که ذکر کرده، مطلقاً تخیلی هستند. کتزیاس نوشته که بغابوخش تعداد دویست هزار سرباز و سیصد کشتی علیه ایناروس به کار گرفته است. تمام سربازهای ایرانی را در جنگ شرکت داد، ایرانی‌ها در جنگ پیروز شدند و ایناروس به بیب‌لوس گریخت: طبق نظر کتزیاس این شهر نیرومندترین شهر مصر بود، منابع دیگر از وجود چنین شهری در مصر خبر نداده‌اند. ایرانی‌ها تمام مصر را به جز دژ مستحکم بیب‌لوس بار دیگر از نو تصرف کردند. بغابوخش فرستاده‌ای به آنجا اعزام داشت و توصیه کرد که تسلیم شوند با وعده اینکه به هیچ‌یک از آن‌ها آسیبی وارد نخواهد شد. محاصره شدگان در دژ تسلیم شدند. آنگاه بغابوخش شخصاً نزد اردشیر رفت و از او نامه‌ای دریافت کرد که تمام اسیرها بخشیده شوند، به هر حال بغابوخش آنچه توانست انجام داد تا قولش باطل نشود.
تنها چند آتنی توانستند از جزیره پروسوپی تیس بگریزند. آن‌ها به سوی غرب رفتند و به سیران رسیدند و پس از آن به آتن رفتند. در خلال این احوال پنجاه کشتی آتنی با تعدادی از سربازان کشورهای متحده به سوی مصر شتافتند تا از سرنوشت نیروهای قبلی آتنی باخبر شوند. این کشتی‌ها در یکی از شاخه‌های شرقی رود نیل لنگر انداختند، در حالی که هیچ سوءظنی به وجود دشمن در آن نزدیکی نمی‌بردند. ایرانی‌ها به اتفاق فنیقی‌ها با کشتی‌های خود به یک حمله غافل‌گیرانه بر ضد آنان دست زدند. بیشتر کشتی‌های یونانی غرق شده و چند فروند از آنان موفق به فرار شدند. این شکست یک ضربه سنگین بر آتنی‌ها بود که تقریباً تنها و بی‌دفاع مانده بودند. در نتیجه این جریان‌ها آتنی‌ها که اسپارت‌ها هم علیه آنها با کمک پول ایرانی‌ها به حرکت درآمده بودند، مجبور شدند مصر ر ا به حال خود رها کرده بگریزند.
بدین ترتیب در سال ۴۵۴ پ.م. شورش مصر که شش سال به طول انجامیده بود به پایان رسید و مصر دوباره یکی از ساتراپ‌نشین‌های ایران شد، ولی گروهی از میهن پرستان به باتلاق‌ها پناه برده دست به جنگ‌های پراکنده زدند. افراد مزبور یکی از بازماندگان خانوادهٔ آماسیس دوم فرعون سابق مصر به نام امیرته اوس را به پادشاهی برگزیدند و او مدت‌ها در دلتای نیل که به علت اینکه در ناحیه باتلاقی وسیعی مستقر شده بود ایستادگی کرد ولی سرانجام شکست خورد. پس از این شکست، شاهنشاهی ایران مشت خود را بیش از هر زمان دیگر بر بدن مصر گره کرد. سرکوب شورش که با رویدادی نادر یعنی شکست ارتش یونان توسط سربازان ایران همراه بود، حیثیت اردشیر و شاهنشاهی ایران را بسیار افزایش داد اما این اعادهٔ حیثیت معلول کاردانی بغابوخش بود و نه خود شاه.
اکنون شرایطی به وجود آمده بود که اجازه می‌داد ایرانی‌ها از هر جهت شاد و خشنود باشند؛ زیرا پیروزی بزرگی در مصر به‌دست آورده بودند و به راستی هم سرزمین کرانه رود نیل تا پایان قرن پنجم پ.م. آرام و بی دغدغه بود. یک مهر استوانه‌ای ساخته شده از سنگ یمانی در سواحل شمالی دریای سیاه یافته‌اند، حاوی کتیبه‌ای است از خط میخی و نیز تصویری از اردشیر یکم که تاج بزرگی از طلا بر سر دارد، یک تیر و کمان بر پشتش، و نیزه‌ای در دست. وی تعداد سه نفر اسیر را به راه می‌برد که دست‌هایشان پشت سرشان بسته شده است. این سه اسیر با طناب به یکدیگر بسته شده‌اند. از آنجا که یکی از اسیرها تاج مصری بر سر دارد، ظاهراً این مهر پیروزی اردشیر را بر ایناروس نشان می‌دهد. مهرهایی مشابه این مهر در تخت جمشید یافت شده است. مهر دیگری که در موزه هرمیتاژ لنینگراد وجود دارد، صحنه پیروزی بر شورشیان مصری را نشان می‌دهد. بنا به نظر هینتس این مهر متعلق به بغابوخش است که شورش مصر را سرکوب کرد.
بغابوخش در سال ۴۵۴ پ.م. به سوریه بازگشت و آرشام به سمت ساتراپ جدید مصر منصوب شد. وی فرزند خشایارشا و برادر اردشیر یکم بود. طبق اطلاعات داده شده از سوی منابع یونانی، وی تا سال ۴۳۲ پ.م. در پست خود باقی بود. در پاپیروس‌های آرامی از ناحیه الفانتین ذکر شده که آرشام از ۴۲۸ تا ۴۰۸ پ.م. ساتراپ مصر بود. اسناد بالی نیز که تاریخشان به ۴۲۳ تا ۴۰۳ پ.م. مربوط می‌شود، تأیید می‌کنند که شاهزاده آرشام ساتراپ بوده است. حتی نامه‌هایی از همین آرشام در دست است که آن‌ها را به پیشکارهایش در مصر نوشته است. چنان‌که از مفاد نامه‌ها بر می‌آید، یکی از آن‌ها نشان می‌دهد که نویسنده‌اش در بابل سکنی داشته است. این نامه‌ها تاریخ ندارند ولی شکی نیست که نویسنده آنچه شخصی بوده است. دقیقاً این همان آرشام است که پاپیروس‌های الفانتین وی را ساتراپ مصر می‌داند. کلرمون گانو هویت آرشام الفانتین را با آرسامس ذکر شده در منابع یونانی تأیید می‌کند که در ۴۵۴ پیش از میلاد ساتراپ مصر بوده است. در این صورت می‌توان گفت که وی مقام خود را به مدت نیم قرن حفظ کرده بود. درایور بر این باور بود که آرشامی که از بابل نامه ارسال داشت فرزند آرشامی بود که حکومت مصر را بر عهده داشت و در زمان لشکرکشی خشایارشا علیه یونانی‌ها، فرمانده یک گردان ایرانی بود؛ ولی این غیر محتمل به نظر می‌رسد که پدر و پسر هر دو یک نام داشته باشند. بیشتر این احتمال هست که آرسامس منایع یونانی و آرشاما از منابع بابلی هر دو همان آرشام مورد بحث ما باشند.
طبق نظر درایور نامه‌های اشاره شده از آرشام مربوط می‌شود به دوره‌ای بین ۴۱۱ تا ۴۰۸ پ.م. هنگامی که آرشام در مصر نبود و مقیم شوش و بابل بود که نشان می‌دهد احتمالاً وی نزد شاه بوده است؛ ولی هنینگ و دیاکونوف و هارماتا، تاریخ نامه‌های آرشام را به دوران بعد از شورش ایناروس مربوط می‌دانند. وی‌نی‌کوف سامی‌شناس در سخنرانی‌های خود در دانشگاه لنینگراد همین نظریه را تأیید کرد. هارماتا به درستی اظهار داشته که بین ۴۰۸ تا ۴۱۱ پ.م. شورش عمده‌ای در مصر بروز نکرده است و اسناد بایگانی موضوع اشاره شده را مربوط به دوران بعد از شورش مصر علیا و مصر سفلی می‌داند. درایور ناآرامی‌های اشاره شده در نامه‌های آرشام را مربوط به تخریب معبد یهودیان به نام معبد یَهُوَه در ۴۱۰ پیش از میلاد می‌داند که به تحریک کاهن‌های مصری صورت گرفت؛ ولی ابن مسئله خارج از ناحیه مربوط به حوزه الفانتین نبوده است.
احتمالاً تاریخ نامه‌ها مربوط به نیمه پنجم قرن پیش از میلاد می‌شود. هنگامی که مصر اقدام به شورش کرد سیزده تن از گاردهای سیسیلی (خدمتکارهایی که در خاندان‌های شاهی یا خانواده‌های اشراف و نجبا خدمت می‌کنند) که متعلق به آرشام بوده و در سربازخانه‌ها منزل داشته‌اند به دژ فرار نکردند و در نتیجه توسط شورشی‌ها دستگیر شدند. ممکن است این بخش از اطلاعات مربوط به آثار دیودوروس باشد. وی اظهار داشته پس از جنگ پاپرمیس، ایرانی‌ها به بخش استحکامات ممفیس گریختند که دژ سفید نام داشت. نمی‌توان از نظر دور داشت که آثار دیودوروس که به نامه‌های آرشام اشاره می‌کند، منظورش همان دژ یادشده باشد. به هر حال نمی‌شود به‌طور مطلق این نظر را پذیرفت زیرا در نامه‌های یاد شده ممکن است منظور از لفظ دژ، همان الفانتین یا دژ دیگری در مصر بوده باشد.
پس از داریوش بزرگ، شاهان ایرانی کمتر توجهی به امور داخلی مصر داشتند. در مرکز سنگتراشی‌های وادی حمامات فقط تعداد اندکی کتیبه می‌توان یافت که مربوط به پادشاهی اردشیر یکم باشد؛ ولی از سوی دیگر جام‌های سفالینه سنگی فراوانی یافت شده‌اند که با خط هیروگلیف نام اردشیر یکم بر آن نقش بسته است و در کنار متونی به خط میخی به سه زبان مشاهده می‌شود. این جام‌های سفالینه سنگی در مصر برای استفاده خاندان‌های سلطنتی ساخته می‌شده‌اند.

## شورش بغابوخش
بنا به نوشته کتزیاس، بغابوخش دوم سردار ایرانی طبق شرایطی که در زمان تسلیم شدن ایناروس تعیین شده بود، وی و پنجاه تن از سربازان آتنی را همراه خود به شوش برد. آماستری مادر شاه می‌خواست ایناروس را به انتقام خون هخامنش اعدام کند، ولی بغابوخش او را از این تصمیم منصرف کرد و گفت که وی در مورد امنیت اسیران قول داده است، که آسیبی به آن‌ها نرسد.
اما پس از گذشت پنج سال از آن رویداد، شاه تحت تأثیر وسوسه‌های آماستری قرار گرفت و دستور داد تا ایناروس و تمامی اسیران مصری و یونانی را اعدام کنند. ایناروس به دار آویخته شد در حالی که یونانی‌ها گردن زده شدند. طبق نظر توسیدید، ایناروس در همان سال ۴۵۴ پ.م. اعدام شده بود. بغابوخش پس از آگاهی از این پیشامد، ناراحت شد و چون این کار را برخلاف قول خودش می‌دانست، با دو فرزند خود به سوی ساتراپی تحت حکمرانی‌اش یعنی سوریه رفت و در آن جا سر به شورش برداشت.
اردشیر یکم، یکی از سردارانش به نام اوزیریس مصری را به جنگ بغابوخش فرستاد ولی سردار مصری در کار خود توفیقی به دست نیاورد. باز هم لشکر دیگری مأمور جنگ با بغابوخش شد، اما بار دیگر هم پیروزی با او بود. اردشیر پس از این شکست‌ها و همزمان با حمله مشترک نیروهای اتحادیه دلوس و آتنی‌ها به رهبری کیمون آتنی به جزیره قبرس که قلمروی شاهنشاهی هخامنشی محسوب می‌شد به ناچار با پادرمیانی خواهرش که همسر بغابوخش بود، از گناه او گذشت. پس از سپری شدن چند سال روزی در شکارگاه شیری به شاه اردشیر حمله کرد و بغابوخش که در کنار شاه بود، شیر را از پای درآورد. اردشیر که از دیرباز به دلیل شورش بغابوخش کینهٔ او را در دل نگه داشته بود، به بهانهٔ سوءنیت بغابوخش و این‌که قصد وی از میان بردن خود اردشیر بوده، بغابوخش را محکوم به مرگ کرد و بلافاصله او را دستگیر کردند. اما این بار نیز همسر بغابوخش وساطت کرده و اردشیر نیز در مجازات او تخفیف قائل شد و او را به سیرتا واقع در عربستان و دریای سرخ تبعید کرد. بغابوخش پس از گذشت پنج سال به بهانهٔ ابتلا به مرض جذام به ایران بازگشت و باز هم با پادرمیانی همسر خود مورد بخشش اردشیر قرار گرفت و در زمرهٔ نزدیکان شاه قرار گرفت و در ۷۱ سالگی در گذشت. بخشش‌های چندباره بغابوخش توسط اردشیر یکم نشانگر این است که دربار و شاه ایران دچار ضعف شده بودند چرا که این مورد در صورتی که در زمان داریوش بزرگ یا خشایارشا اتفاق می‌افتاد، بغابوخش بدون هیچ بخششی فوراً اعدام می‌شد. پس از چندی در ۴۴۵ پ.م. فرزندش زاپیروس از شاه بزرگ روی برگردانید و به آتن گریخت که مورد استقبال شایانی واقع شد. چندی بعد هنگامی که او به خدمت نیروهای آتنی درآمد، ناگهان از میان رفت و ناپدید شد.

## جنگ و صلح با یونان
هنگامی که کشتی‌های آتنی که برای کمک به مصر رفته بودند، شکست خوردند، آتنی‌ها دیگر نخواستند در دو جبهه علیه اسپارتی‌ها و ایرانیان بجنگند، کاری که ممکن هم نبود. هر چند ایرانیان باز هم به اسپارتی‌ها اصرار می‌ورزیدند که علیه آتن وارد جنگ شوند، ولی آنها ترجیح دادند تا امور داخلی خود را سر و سامان دهند. طبق گزارش توسیدیدس، سه سال پس از پیروزی پارسیان بر ایناروس، پلوپونزی‌ها و آتنی‌ها، برای مدت پنج سال یک پیمان صلح منعقد کردند. در این هنگام بود که کیمون، سیاستمدار آتنی، هواخواه اسپارت کوشید تا تمام نیروهای آتنی را در جنگ با ایرانی‌ها متمرکز کند، در همان حال سعی داشت از هرگونه برخورد تنش آمیزی با اسپارت اجتناب ورزد.
در ۴۹۹ پ.م. ناوگانی مرکب از دویست کشتی از آتن و سایر کشورهای اتحادیه دلوس، به رهبری کیمون اتنی به سوی قبرس به راه افتاد. بخشی از جزیره که گرفتار اغتشاش و آشوب بود، به زودی توسط آتنی‌ها تصرف گردید، آتنی‌ها خود را آزادکننده یونانی‌ها اعلام کردند ولی بخش اعظم جزیره چندان اشتیاق به استقبال مهمان ناخوانده نشان ندادند. فقط سالامیس و تعدادی دیگر از شهرهای یونانی‌نشین به سپاه کیمون پیوستند (امکان این هم هست که مجبور به چنین کاری شده بودند).
کیمون تعداد شصت کشتی به مصر فرستاد تا به کمک امیرتائوس بشتابد، وی هنوز هم در باتلاق‌های دلتا علیه ایرانی‌ها مقاومت می‌کرد. کیمون امیدوار بود که امیرتائوس با کمک ناوگان یونانی شاید بتواند شورش دیگری در مصر به راه اندازد. کیمون با کشتی‌های باقی‌مانده خود به سوی شهر کیتیون پیش رفت جایی که پایگاه اصلی فنیقی‌ها در قبرس بود.
هنگامی که شهر کیتیون در محاصره بود، کیمون بر اثر یک بیماری درگذشت. در خلال این احوال، مگابیز دوم (بغبیش) ساتراپ سوریه، در سیسیلیا نیروی خود را گردآوری کرد تا به ناوگان آتنی حمله کند. سپاهیان ایران یک ناوگان بزرگ کشتی در اختیار داشت. یونانی‌ها از حیث آذوقه و ساز و برگ جنگی در مضیقه بودند؛ پس محاصره کیتیون را رها کرده به سوی سالامیس رفتند و در آنجا درگیر جنگی با ناوگان ایرانی شدند. در جنگ بزرگی که آنجا رخ داد، آتنی‌ها پیروزی کاملی بر کشتی‌های فنیقی، سیسیلی و قبرسی به دست آوردند و تعداد یکصد کشتی دشمن را تصرف کرده به دست خود گرفتند. در همان هنگام آتنی‌ها در خشکی نیز پیروزی به‌دست آوردند.
این دو جنگ، آخرین جنگ‌های ایران و یونان به‌شمار می‌آیند. آتنی‌ها با کمک متحدهای خود این حق را داشتند که خود را فاتح به‌شمار آورند؛ ولی پس از ده‌ها سال جنگ طاقت فرسا، هر دو طرف این مسئله را درک کردند که قادر نیستند نتایج مورد انتظارشان را از راه نظامی به‌دست آورند. آن‌ها می‌دانستند زمان آن فرا رسیده که بین خود صلحی برقرار کنند. بدین ترتیب پس از یک مدت طولانی جنگ‌های خونین، نزاع و درگیری بین ایران و کشورهای یونانی به پایان رسید، دوره طولانی که هر دو طرف متخاصم هم پیروزی‌هایی به‌دست آوردند و هم متحمل شکست‌هایی شده بودند. ظاهراً اشراف ایرانی به این نتیجه رسیده بودند که سیاست ایران نسبت به یونان بایستی تغییر کند. در هر صورت بنابر آنچه دیودوروس گزارش داده، بغبیش و آرتابازوس یعنی ساتراپ داسکیلیون به آتنی‌ها اطلاع دادند که اردشیر مایل است یک پیمان صلحی با آن‌ها منعقد کند. از آن طرف پس از مرگ کیمون، در آتن قدرت به دست حزب طرفدار صلح افتاده بود که رهبر آن هم پریکلس بود. آتنی‌ها دیگر به جنگ علاقه‌ای نداشتند و امیدواری خود را برای صلح با ایرانی‌ها ابراز داشتند. هنگامی که در مجمع مردمی آتن این مسئله مورد بحث قرار گرفت که اکنون چه باید کرد، رهبران طرفدار جنگ و اکثریت سپاه در قبرس بودند و بنابراین نتوانستند در بحث مورد نظر شرکت کنند.
پریکلس اظهار تمایل کرد که مسئله صلح را رو به راه کند، مشروط بر آنکه با اسپارت قطع رابطه شود و با مردم آن یعنی لاسه‌دائی‌مونی‌ها آماده جنگ شوند. از همه این‌ها گذشته، آتنی‌ها در رابطه با متحدین خود گرفتار مشکلات فراوانی شده بودند. اتحادیه دلوس که در اواسط قرن پنجم پ. م حدود دویست عضو داشت، در اول کار برای این تشکیل شد که کشورهای یونانی با یکدیگر به جنگ با ایرانی‌ها ادامه دهند؛ ولی هرچند که در آغاز آتن، فقط یک حالت برتری و رهبری داشت ولی به تدریج بر تمام متحدان خود تسلط پیدا کرد. در عین حال آتنی‌ها شروع کردند که تسلط و فرمانروایی بر یونانی‌های آسیای صغیر را به این بهانه که شما یونانی‌ها تسلیم ایرانی‌ها شده بودید، تثبیت نمایند. بدین ترتیب، بسیاری از یونانی‌ها مجبور شدند که به اتحادیه یاد شده بپیوندند. این بود که ناوگان کشتیرانی بزرگی به رهبری پریکلس به سوی نواحی ساحلی دریای سیاه رهسپار شد و بسیاری از شهرها را وارد اتحادیه دلوس کرد. در سال ۴۵۴ پ.م. آتنی‌ها خزانه اقتصادی اتحادیه را از دلوس به آتیک بردند و ذخیره وجوه آن را صرف نیازهای داخلی خود کردند. بدین ترتیب اتحادیه دلوس تبدیل شد به امپراتوری دریایی آتن و تمام متحدان سابق این اتحادیه به اتباع پیرو آتن تبدیل شدند. بر اثر گذشت ایام شهرهای یونانی آسیای صغیر و جزایر دریای اژه خیلی بیش از آنچه از دست مهاجم‌های ایرانی رنج می‌بردند، از دست نجات دهنده‌ها یونانی رنج بردند. از تجربه‌های تلخ ده‌ها سال جنگ و آشوب یونانی‌هایی که سابقاً زیر سلطه ایرانی‌ها بودند به خوبی دریافتند که شعارهای این نجات دهندگان یونانی تماماً پوچ و تو خالی بوده است و اعمال سیاستمداران و سرداران آتنی تحت پوشش ایده‌آلی آزادی‌بخشی یونانی‌ها از زیر یوغ ایرانی‌ها، فقط به خاطر رسیدن به هدف‌های خودخواهانه و سودجویانه خود آتنی‌ها بوده است؛ مثلاً هنگامی که جزایر ناکسوس، لسبوس و کیوس و پاره‌ای جزایر دیگر کوشش کردند که از اتحادیه دلوس بیرون آیند، آتنی‌ها آن‌ها را شکست داده، خانه‌هایشان را ویران کردند. این بود که اکثریت شهرهای یونانی آسیای صغیر، ترجیح دادند که زیر سلطه ایرانی‌ها باشند و مالیات مناسبی بپردازند که زندگی آن‌ها قرین آسایش گردد و بازرگانی آن‌ها بی دردسر شود. بدین ترتیب یونانیان آسیای صغیر کم‌کم شروع کردند که بستگی خود را به سرزمین اصلی یونان قطع کنند. یونانیان که منتظر فرصت هستند تا به سادگی به همشهریان خود در آسیای صغیر خیانت کنند. بسیاری از شهرهای یونانی آسیای صغیر به پادشاه ایران وفادار بودند و با رسیدن کشتی‌های آتنی، در برابر آن‌ها مقاومت ورزیدند. پس از مرگ کیمون، آتنی‌ها ساموس را تصرف کردند و در آنجا یک دموکراسی برقرار ساختند. بسیاری از جزیره نشین‌های آن ناحیه جزیره‌ها را ترک کرده به آسیای صغیر گریختند و در آنجا با پیسوتنس فرماندار ساردیس که پسر ویشتاسب بود پیمان بستند. سرانجام نیروهای مشترک ایرانی و سامیان‌ها دوباره به جزیره حمله کردند و آتنی‌ها را از آنجا بیرون راندند.
تمام این رویدادها به‌علاوه این حقیقت که جنگ با ایرانی‌ها، عاقبتی نخواهد داشت، آتنی‌ها را مجبور کرد که با شاه بزرگ از درِ صلح در آیند؛ بنابراین در سال ۴۴۹ پ.م. تصمیم بر این گرفته شده که ناوگان آتنی از مصر و قبرس بازگردانده شود و بعد از آن هیئتی به شوش اعزام شود تا با ایران پیمان صلح منعقد کنند و کالیاس با تجربه‌ترین سیاستمدار آتنی ریاست این هیئت را بر عهده داشت. کشورهای یونانی که متحد آتن بودند نیز سفیرهایی اعزام داشتند. در همان سال یعنی ۴۴۹ پ.م. یک قرارداد صلح بین ایران از یک طرف و اعضای اتحادیه دلوس از طرف دیگر منعقد شد. این صلح کالیاس نام داشت.
کالیاس آماده بود که مدیترانه را به ایرانی‌ها واگذارد، قبرس را تخلیه کند، وعده داده بود که دیگر در امور مصر دخالتی نکند. در عوض، ایرانی‌ها نفوذ آتنی‌ها در آسیای صغیر را به رسمیت بشناسد و ادعای ایرانی‌ها بر مالکیت شهرهای یونانی آسیای صغیر منسوخ شود، شهرهایی که همان موقع هم تحت کنترل آتنی‌ها بودند ولی ایرانیان نمی‌توانستند با محدودیت نفوذشان در آسیای صغیر موافقت کنند زیرا حقوق آن‌ها از میان می‌رفت و این مسئله مغایر قدرت پادشاه ایران بود. به هر حال ایران از این نظر خواهان صلح بود که در آن زمان هنوز امیرتائوس مخالفت خود را با نفوذ ایرانی‌ها در مصر ادامه می‌داد. به‌علاوه آن‌ها مایل بودند که قبرس و بسیاری از شهرهای یونانی، آسیای صغیر را پس بدهند از این نظر که آن‌ها هیچ مالیاتی نمی‌پرداختند و امیدی هم نبود که در آینده بپردازند، هر دو طرف متمایل به صلح بودند و در نتیجه این توافق حاصل شد: شهرهای یونانی آسیای صغیر رسماً زیر سلطه فرمانروایی شاه بزرگ باقی ماندند، ولی در پاره‌ای موارد دریافت مالیات حق آتنی‌ها محسوب می‌شد. مبلغ و میزان مالیات نیز به همان اندازه‌ای بود که به ایرانی‌ها پرداخت می‌گردید. به‌علاوه به آتن این حق داده شده بود که بر پاره‌ای از شهرها فرمانروایی کنند ولی برخلاف گزارشی که پلوتارک داده است ایرانی‌ها هرگز تسلط و قدرت واقعی خود بر شهرهای یونانی را از دست ندادند. آنگونه که از آثار هرودوت و توسیدیدس بر می‌آید این مناطق در آسیای صغیر به‌طور کلی و در اساس ایرانی به‌شمار می‌آمدند و این بود که دموستن صلح کالیاس را موردی برای استقلال یونانی‌های آسیای صغیر نمی‌شمرد.
مطابق شرط‌های این پیمان، سپاه ایران به فاصله مدت یک روز اسب سواری اجازه نداشت در سواحل دریای اژه مستقر شود. به‌علاوه کشتی‌های ناوگان ایرانی اجازه نداشتند که بین فاسلیس تا جنوب و ناحیه کیانائی تا شمال کشتی‌رانی کنند یعنی اجازه نداشتند که در آب‌های بین بسفُر تا جنوب و ناحیه کیانائی تا شمال و مدیترانه در جنوب رفت‌وآمد کنند. بدین قرار نواحی دریای اژه و پرپونتیس در حقیقت به دست آتنی‌ها افتاد و هر چند که در پیمان ذکری از این مسئله به میان نیامده بود، ولی آتنی‌ها اجازه نمی‌دادند که شهرهای یونانی تحت کنترل آن‌ها برای خود استقلالی داشته باشند، هر چند که طبق پیمان، شهرهای یونانی می‌توانستند داوطلبانه به امپراتوری هخامنشی ملحق شوند و آتن حق مخالفت نداشت. پاره‌ای از مناطق در امتداد ساحل که قبلاً بخشی از اتحادیه دلیان را تشکیل می‌دادند (اسمیرنا، جرجیس و پاره‌ای شهرهای پروپونتیس) تحت نفوذ ایرانی‌ها کماکان باقی ماندند. با این قرار پیمان صلح کالیاس منطقه نفوذ هر دو طرف را تعیین کرد.
این پیمان در مقایسه با پیمان‌های نظیر خود از دوام نسبتاً طولانی تری برخوردار بود. بدین سان، سواحل آسیای صغیر و جزایر آن تقریباً از دست ایرانیان خارج شدند و پس از این تا پایان حکومت اردشیر، کوشش ایرانیان برای دست یافتن به مناطق از دست رفته محتاطانه بود.
در خلال قرن سوم پیش از میلاد، متن پیمان صلح در «مجموعه فرمان‌ها» وارد شده بود توسط کراتروس که در بیوگرافی کیمون به دست ما رسید از نوشته‌های پلوتارک است. بنابر گزارش کراتوروس متن پیمان به زبان آتیکا نوشته نشده بود بلکه به زبان یونی بود که در سال ۴۰۱ پیش از میلاد مورد استفاده قرار گرفت. این مسئله باعث شد که مورخ باستانی تئوپومپ صلح کالیاس را یک ابتکار و ساخته و پرداخته آتنی‌ها بداند؛ و بسیاری از مورخان معاصر نیز همین نظر را دارند. این مورخان همچنین بر این باور هستند که توسی‌دی‌دس نخستین کسی نبود که به این پیمان اشاره کرد بلکه نخستین اشاره از جانب ایزوکراتس بود که در سال ۳۸۰ پ.م. یک سخنرانی ایراد کرد و در حقیقت هفتاد سال بعد از انعقاد پیمان به این پیمان اشاره نمود.
مسافرت کالیاس به شوش مورد تأیید هرودوت نیز قرار گرفته است، هرچند که دلیلش را ذکر نکرده است. علت این امر این است که ظاهراً هرودوت سعی داشته رویدادهایی که در نظر آتنی‌ها نامطلوب و نامطبوع بوده پنهان بدارد و این صلح در دید آتنی‌ها موفقیت چشمگیری به‌شمار نمی‌آمده است. مردم شهر از شرایط پیمان صلح کالیاس ناخرسند بودند و غالباً این پیمان را برای خود شرمی به حساب می‌آوردند. آن‌ها کالیاس را به این متهم می‌کردند که از شاه بزرگ رشوه اخذ کرده است.
این حقیقت که توسیدیدس در مقدمه کوتاهش در این زمینه خاموش مانده است، دلیل بر آن نیست که چنین پیمانی اصولاً وجود نداشته است، برای اینکه رویداد به وقوع پیوسته‌اند که وی دربارهٔ آن‌ها خاموش بوده است. آنگونه که برن تذکر می‌دهد. نکته مهم در این مورد آن است که طبق پاره‌ای از گزارش‌های توسیدیدس در تاریخ ۴۲۱ پ.م. از داریوش دوم توسط تیسافرنس ساتراپ خود اظهار تمایل می‌کند که آتنی‌ها طبق موافقت نامه خود، حق ایران را برای اعزام کشتی‌هایش به دریای اژه به رسمیت بشناسد. این حقیقت خود نشانگر وجود یک پیمان قبلی است. توسیدیدس در همان اثرش نوشت که در سال ۴۱۱ پ.م. آتنی‌ها که به علت جنگ با اسپارتا در وضع و موقع بسیار دشواری بودند، وقتی ایرانی‌ها ایونیا را تصرف کردند، اعتراض به عمل نیاوردند؛ ولی هنگامی که آلس پیادس سیاستمدار آتنی که به ایران گریخته بود از آتنی‌ها خواست که به کشتی‌های ایرانی به‌طور گسترده اجازه دهند که به دریای اژه بروند. آتنی‌ها سخت آزرده خاطر شدند. با این ترتیب، می‌توان نتیجه گرفت که پیمان صلح کالیاس شامل ماده‌ای بوده که حرکت ناوگان ایرانی‌ها را به دریای اژه منع می‌کرد: در سال ۴۰۵ پ.م. ساتراپ ایرانی به نام کوروش جوان به لیساندر فرمانده اسپارتائی اجازه داد که اداره امور پاره‌ای از شهرهای یونانی آسیای صغیر را بر عهده بگیرد و این حق را نیز داشته باشد که از آن‌ها مالیات بگیرد.
دموستن چنین نوشت که مردم آتن به خاطر شرایط پیمانی که کالیاس به آن رضایت داده بود، تقریباً او را به مرگ محکوم نموده بودند. در سال ۴۴۷ پ.م. وقتی کالیاس وظیفه خود را به انجام رسانید، اقدام‌های قانونی علیه وی آغاز شد، به وی تکلیف کردند که مبلغ ۵۰ قنطار به عنوان جریمه بپردازد یعنی معادل همان مبلغی که به عقیده پاره‌ای از آتنی‌ها از شاه بزرگ دریافت کرده بود. در همان زمان چند تن از دوستان پریکلس که داماد کالیاس بود، رسماً به این متهم شدند که هواخواه ایرانی‌ها هستند. طبق نظر مایر صلح کالیاس یک پیمان شفاهی بود. مراسم تشریفاتی رسمی در این زمینه صورت نگرفت و بدین ترتیب یک متن نوشتاری بر روی اوراق در مورد این صلح در آتن وجود نداشت. این مسئله در زندگی‌نامه کیمون اثر پلوتارک آشکار می‌شود که طی آن با اشاره به نظر کالیستنس، اظهار داشته شده که ایرانی‌ها رسماً پیمان صلح را نپذیرفتند ولی شرایط آن را رعایت کردند تا برخوردی در دریای اژه بین کشتی‌های ایرانی و یونانی پیش نیاید.
پس از گذشت ۶۰ سال از صلح کالیاس برای آتنی‌ها باعث افتخار گردید؛ ولی این افتخار در حقیقت با قیاس به گذشته بود، زیرا پیمان دیگری که مدت‌ها بعد آتنی‌ها با اردشیر دوم منعقد کردند، در نظر آن‌ها بسیار نامطلوب تر بود. در این هنگام بود که خطیب‌های یونانی شروع به ستایش از صلح کالیاس نمودند؛ مثلاً ایزوکراتس اظهار داشت که آتنی‌ها مانع آن شدند که شاه ایران از دریای اژه استفاده کند و نیروی او را محدود نمودند. دقیقاً در همین زمان بود که یکی از مواد پیمان صلح به عنوان نوعی تبلیغ فاش و ارائه شد، ولی تئوپومپوس آن را جعلی خواند.
پس از انعقاد پیمان صلح کالیاس، آتنی‌ها بر آن شدند تا زخم‌های گذشته خود را مرهم نهند، هم از نظر خسارت انسانی و هم از نظر امور اقتصادی، صدماتی که جنگ‌های درازمدت بر آن‌ها وارد کرده بود. اکنون دورانی آغاز شده بود که تقریباً برای مدت دو دهه ادامه یافت، در خلال این مدت نیروهای طرفین برابر هم بودند، از سوی دیگر امکانات فراوانی برای بازرگانی مسالمت‌آمیز و بدون مانع، فراهم شده بود و همین‌طور هم برای رشد اقتصادی، صلح یاد شده هم موقعیت فنیقی‌ها را به ویژه در قبرس مستحکم نمود؛ مثلاً منطقه ایرالیون که در گذشته در دست یونانی‌ها بود، به دست شاه فنیقی شهر کیتیون افتاد. در سالامیس واقع در قبرس که در سابق شاهان یونانی‌تبار فرمانروایی می‌کردند، اکنون مقام‌های فنیقی مهم‌ترین پست‌ها را در اختیار داشتند.

## سیاست تفرقه‌اندازی
از اواخر سال‌های ۴۰ سده ۵ پ. م ساتراپ‌های ایرانی شرق آسیای صغیر دوباره اما با احتیاط، به فکر دست یابی به سواحل غربی افتادند. در ۴۴۰ پ. م پیسولتس، ساتراپ لیدی، خواست که جزیره ساموس را در دریای اژه دوباره برای شاه تصرف کند، اما عقب‌نشینی کرد. یک بار دیگر در ۴۳۰ پ. م پیسرتنس در حمایت از اشراف کولوفن دست به اقدامی مشابه زد. اما در ۴۴۷ پ. م پاخس، سردار آتنی موفق به برگرداندن حکومت به آتنی‌ها شد.
شورش‌های مداوم مردم کشورهای تابع ایران، همراه با شکست‌های نظامی و نیز طغیان ساتراپ‌ها با کمک سربازهای مزدور یونانی صورت می‌گرفت، اردشیر اول و جانشین‌هایش را مجبور ساخت تا در سیاست‌های خود نسبت به یونان تغییری اساسی ایجاد نماید. سیاستمدارهای ایرانی که به خوبی با امور مربوط به یونان آشنا بودند، به خوبی می‌دانستند هنگامی که یونان یکپارچه نباشد، برای امپراتوری ایران تهدیدی به‌شمار نخواهد آمد؛ بنابراین ایرانیان سیاست رشوه پردازی در پیش گرفتند تا سیاستمدارها و خطیب‌های معروف یونانی را بدنام و بی‌اعتبار سازند و اصل شعار «تفرقه بینداز و حکومت کن» را پیشه خود سازند. جریان یافتن طلاهای ایرانی به سوی یونان، کار خود را کرد و باعث تفرقه یونان گردید. پس از آن ایرانی‌ها شروع کردند تا گام‌های بعدی را بردارند: یک کشور را علیه دیگری تحریک کنند تا آنکه به‌طور کامل آن‌ها را گرفتار یکدیگر سازند و در نتیجه وقتی نداشته باشند که به ایران توجه کنند.
اصولاً پراکندگی یونان مربوط می‌شد به مسائل سیاسی کشورهایی که حکومت اولیگارشی (تحت نظر متنفذین) داشتند و گرایش آن‌ها به سوی اسپارتا بود، دسته دیگر حکومت‌هایی بودند دموکراتیک که آن‌ها همگی به آغوش آتن پناه برده بودند. درگیری‌های سیاسی بین آتن و اسپارتا کاهش نیافته بود. دو متحد اسپارتا یکی کورینت و دیگری مگا را رقیب تجاری آتن بودند، آن‌ها با مشاهده قدرت گرفتن آتن به اسپارتا اصرار می‌ورزیدند تا با آتن از در جنگ درآیند. در سال ۴۳۱ پیش از میلاد، سرانجام اتحادیه پلوپونسوسی‌ها دست به جنگ زدند، جنگی که رضایت خاطر کامل ایران را فراهم ساخت. این جنگ تحت رهبری اسپارتا اتحادیه پلوپونسوسی‌ها را علیه امپراتوری دریایی آتن وارد جنگ کرد. این جنگ یکی از مخرب‌ترین رویدادهای یونان باستان به‌شمار می‌آید. جنگی که باعث بروز مصیبت‌های فاجعه باری برای سراسر یونان گردید. این جنگ تا سال ۴۰۴ پ.م. دوام یافت. در خلال این جنگ، موقعیت سیاسی آتن چندین بار تغییر یافت. هر دو طرف برای دریافت کمک، دست به دامن ایرانی‌ها شدند و چنین بود که ایران گاه به اسپارتا و گاه به آتن کمک می‌کرد. علاقه ایران تنها به این مسئله، تضعیف دو طرف بود.
هنگامی که جنگ آغاز شد در کشورهای گوناگون یونان گسترده جروبحث بین حزب‌های دموکرات و اولیگارشی آغاز شد و نمایندهای این دو حزب، به ترتیب گرایش هر حزب به کشور مربوط، به اسپارتا و آتن رفتند و از آن کشورها خواستند تا با اعزام نیرو، رقیب را شکست دهند.
در آغاز جنگ، آتن تلفات سنگینی داد و خسارت زیادی متحمل شد، زیرا در سال ۴۳۰ پ.م. شهر آتن گرفتار شیوع بیماری طاعون شد. طبق نظر توسیدیدس این بیماری واگیردار ابتدا در حبشه آغاز شد و سپس به مصر و لیبی سرایت کرد و بعد به قسمت عمده امپراتوری ایران رسید و سرانجام آتنی‌ها را گرفتار کرد.
ولی در آن زمان اسپارتا در وضع و موقعیتی نبود که بتواند شکستی بر آتن تحمیل کند، برای اینکه جهت ادامه جنگ نیاز به پول داشت. از آنجا که ایرانی‌ها می‌توانستند بودجه لازم در اختیار اسپارتا بگذارند، آن‌ها هم بی‌درنگ طلاهای ایرانی را قبول کردند، در عوض وعده دادند که یونانی‌های آسیای صغیر را دوباره زیر سلطه ایرانی‌ها برمی‌گردانند، ولی اجرای این وعده و پیمان به طول انجامید. ایران از نیروی روزافزون اسپارتا بیمناک بود. در حالی که ساتراپ‌های آسیای صغیر هر یک جداگانه با سیاست شخصی خود هدف‌های خویش را دنبال می‌کردند. از سوی دیگر اسپارتا پیمانی را که با شاه بزرگ بسته بود، به تأخیر انداخت، زیرا آن‌ها تصمیم گرفتند که منافع یونانی‌های آسیای صغیر را با آن سرعت به خطر نیندازند. با وجود این اسپارتائی‌ها از ایرانی‌ها خواستند که ناوگان فنیقی‌ها را برای کمک به متحد آن‌ها پلوپونسوس اعزام دارند و مزد ملوان‌های کشتی‌های پلوپونسوس را بپردازد؛ ولی فعالیت‌ها و روند کار رهبران اسپارتا ناسازگار و متناقض بود. توسیدیدس گزارش داد که در دهانه رود استریمون در تراس آتنی‌ها آرتافرنس را که از طرف اردشیر اول به اسپارتا اعزام شده بود، اسیر کردند. در میان لوازم شخصی وی آتنی‌ها نامه‌ای یافتند که به زبان آرامی نوشته شده بود مبنی بر اینکه شاه نمی‌داند این لاسه‌دائی‌مونی‌ها چه می‌خواهند، زیرا تمام سفیرهای آن‌ها خلاف یکدیگر صحبت می‌کنند.

## اخلاق و صفت‌ها
در عهد اردشیر اول، دوره‌ای شکوفا، توأم با عظمت و قدرت برای شاهنشاهی هخامنشی بوده است. با کمترین جنگ‌ها و در نتیجه کمترین تلفات انسانی و خسارت مالی در یونان، بیشترین منافع سیاسی نصیب ایران شد. آمد و رفت‌های شخصیت‌ها از هر دو کشور، سبب رونق فرهنگی و تمدنی شد و شرق برتری خود را بر غرب حفظ کرد. سراسر امپراتوری در آرامش به سر می‌برد و شورش‌هایی به تعداد کم خیلی زود فرو می‌نشست. پلوتارک اردشیر را از نظر رأفت و جوانمردی، سرآمد شاهان پارس می‌خواند. اما رفتار او با بغابوخش، شوهر خواهرش آمیتیس و فاتح مصر، قابل دفاع نیست به‌طوری که: روزی در شکارگاه شیری به شاه حمله کرد و بغابوخش او را کشت. اردشیر خشمگین از رفتار بغابوخش که بی اجازه شاه، شکار او را از پای درآورد، فرمان به مرگش داد، اما ملکه مادر و شاهدخت آمیتیس که هر دو بسیار قدرتمند و پرنفوذ در دربار شاه بودند و بر خود شاه نیز نفوذ فراوانی داشتند، توانستند با وساطت خود، شاه را وادار به گذشتن از خون بغابوخش کنند اما اردشیر او را به نقطه‌ای در ساحل دریای سرخ تبعید کرد. بعید نیست که داوری پلوتارک ناشی از رفتار بسیار دوستانه اردشیر با تمیستوسکلِس، یکی از زمامداران نامدار آتن، فاتح نبرد دریایی سالامیس در زمان خشایارشا باشد.

## درگذشت و آرامگاه

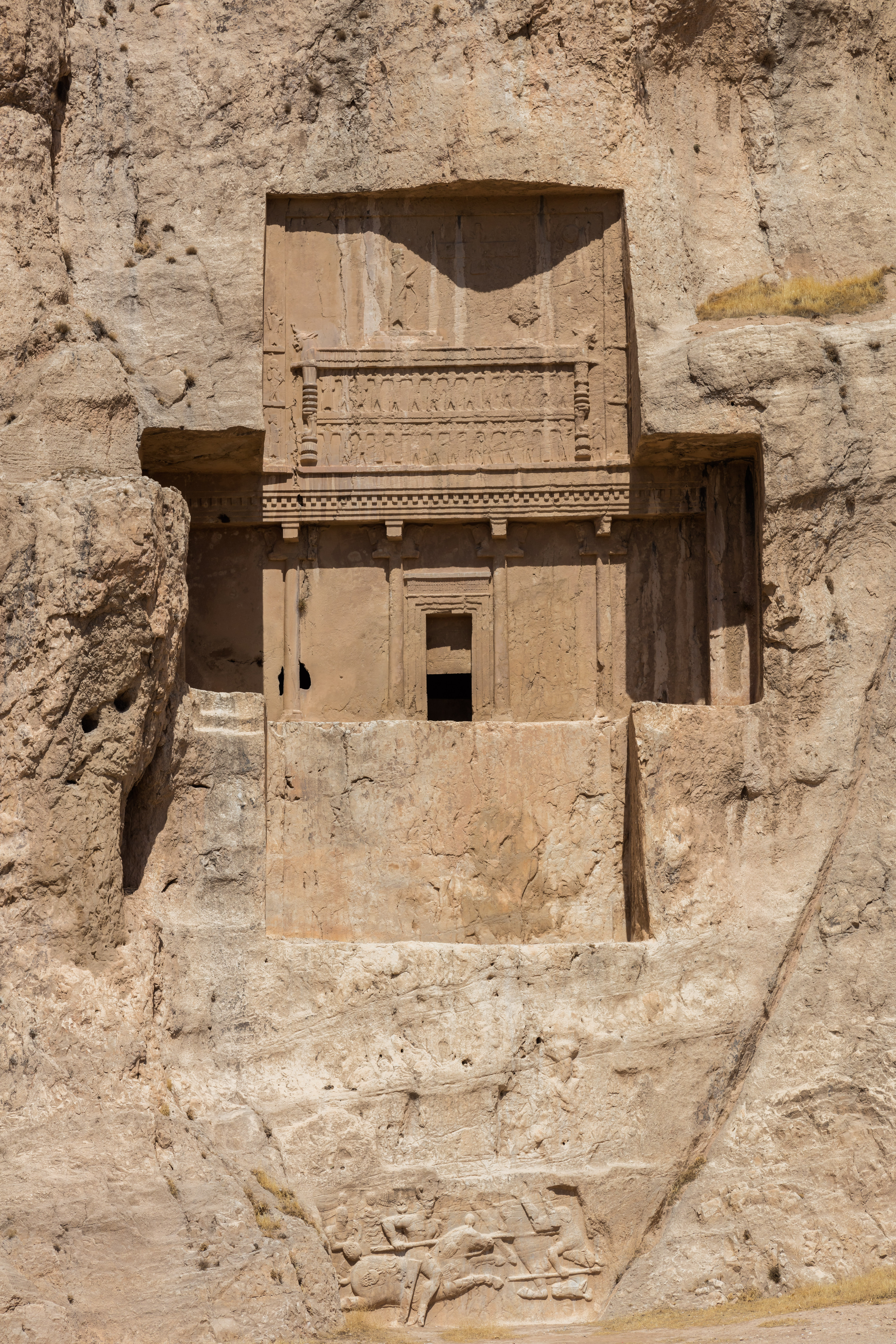
آرامگاه اردشیر یکم در نقش رستم

اردشیر بین دسامبر ۴۲۴ و فوریه ۴۲۳ پ.م. درگذشت. در روز مرگ وی، داماسپیا، همسر او نیز درگذشت. هر دوی آن‌ها در نقش رستم دفن شدند. خبر مرگ آن‌ها اندک اندک در سراسر امپراتوری گسترش یافت؛ مثلاً در ناحیه نیپور در بابل، کاتب‌ها تا مدت‌ها شروع به نوشتن اسناد مربوط به سلطنت اردشیر کردند.
مدت پادشاهی اردشیر را به اختلاف، ۴۰ یا ۴۲ سال نوشته‌اند. به گزارش کتسیاس اردشیر ۱۷ پسر داشت که در میان آنها خشایارشا تنها فرزند او از همسر رسمی‌اش داماسپیا بود و بعد از او به فرمانروایی رسید.

## آثار به جا مانده از اردشیر یکم
کتیبه اردشیر در تخت جمشید به دو زبان پارسی باستان و اکدی است. متن پارسی باستان آن یازده سطر است و مشتمل بر ستایش اهورامزدا، معرفی شاه، شرح بنایی که خشایارشا آغاز کرده بود و به وسیله اردشیر به پایان رسید، است. فعالیت سازندگی اردشیر، شامل تکمیل عمارت سریر (عمارت ۱۰۰ ستونه) پروژه تخت جمشید بود که توسط پدرش آغاز شد. این سنگ نبشته که بر روی سنگ مرمر کنده شده، این حقیقت را ثبت کرده است. کتیبه کوچکی به زبان پارسی باستان، در چندین بشقاب نقره‌ای یافت شده است. قصر شوش (آپادانا) ساخته داریوش یکم، طی دوران حکومت اردشیر سوزانیده شد، که قسمت کوچک‌تری در قسمت جنوبی شهر را برافراشته کرد. لوح‌ها موید ادامه کارها در تخت جمشید از تابستان ۶۴۲ تا سال ۴۶۰–۴۵۹ پ. م است که گلنبشته‌های ایلامی ناپدید می‌شود. به همین ترتیب، مبنای پذیرفته شده‌ای، آخرین نوشته آرای روی ظروف سنگی به سال ۴۳۲–۴۳۱ پ. م تاریخگذاری خواهند شد. نوشته‌ای بر روی یک ظرف نقره مؤید فعالیت‌های کارگاه‌های سلطنتی در تخت جمشید است (A1I). لوح‌های موجود گواه وسعت ساخت و سازها است؛ مثلاً در سال ۴۶۰–۴۵۹ پ. م، ۱۱۴۹ صنعتگر در آن مکان، جیره دریافت می‌کردند. کاوش‌های اخیر نیز گواه گفته‌های اردشیر است که گفته: کارهایی را که پدرش آغاز کرده بود به اتمام رسانده است (A1pa). اکنون می‌دانیم که او کاخ H را تمام کرده است. یک لوح بنیان‌گذاری به زبان بابلی نیز گواه بر آن است که وی فرمان ساخت تالار صد ستون را داده است.
| ۱  | [ ]   |
| ۲  | [ ]/[ |
| ۳  | ]/[   |
| ۴  | ]/[   |
| ۵  | ]/[   |
| ۶  | ]/[   |
| ۷  | ]     |
| ۸  | [ ]   |
| ۹  | [ ]   |
| ۱۰ | [ ]/[ |
| ۱۱ | ]/[   |
| ۱۲ | ]     |
| ۱۳ | [ ]/  |
| ۱۴ | [ ]/[ |
| ۱۵ | ]/    |
| ۱۶ | [ ]   |
| ۱۷ | [ ]/  |
| ۱۸ | [ ]/[ |
| ۱۹ | ]/    |
| ۲۰ | [ ]/  |
| ۲۱ | [ ]/[ |
| ۲۲ | ]/    |
| ۲۳ | [ ]   |
| ۲۴ | [ ]   |

شمشیر اردشیر که در ۱۹ فروردین ۱۴۰۱ شمسی برای اولین بار در آمریکا رونمایی شده. این شمشیر اکنون در موزه «گتی ویلا» لس آنجلس برای بازدید قرار گرفته است. این شمشیر تا حدودی خمیده و از جنس طلا، آهن و چوب بوده و نیام آن مزین به نقوش سلطنتی شیر بالدار، شاهین هخامنشی در وسط و دو ردیف شیر در دو طرف آن است. در مدخل نیام نیز نقش دو ابوالهول (اسفینکس) دیده می‌شود. دسته شمشیر تنها از خطوط مورب تشکیل شده که در انتها به قطعه ای بیضی شکل ختم می‌شود. نوک نیام نیز به سه بخش نیم دایره ای ختم می‌شود که بر روی آنها نقش گل کوکب یا نیلوفر نقر شده است.